# Geschichte Washingtons

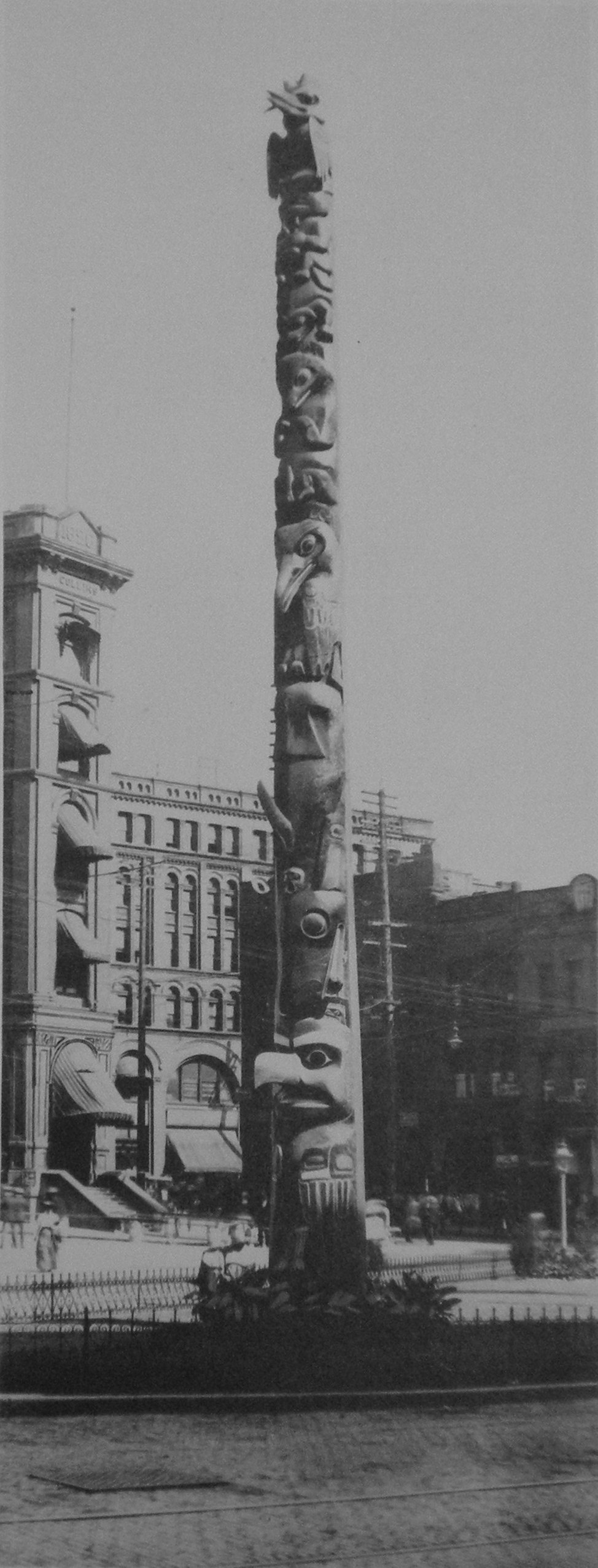
Der inzwischen durch eine Kopie ersetzteTotempfahl auf dem Pioneer Square in Seattle, 1907

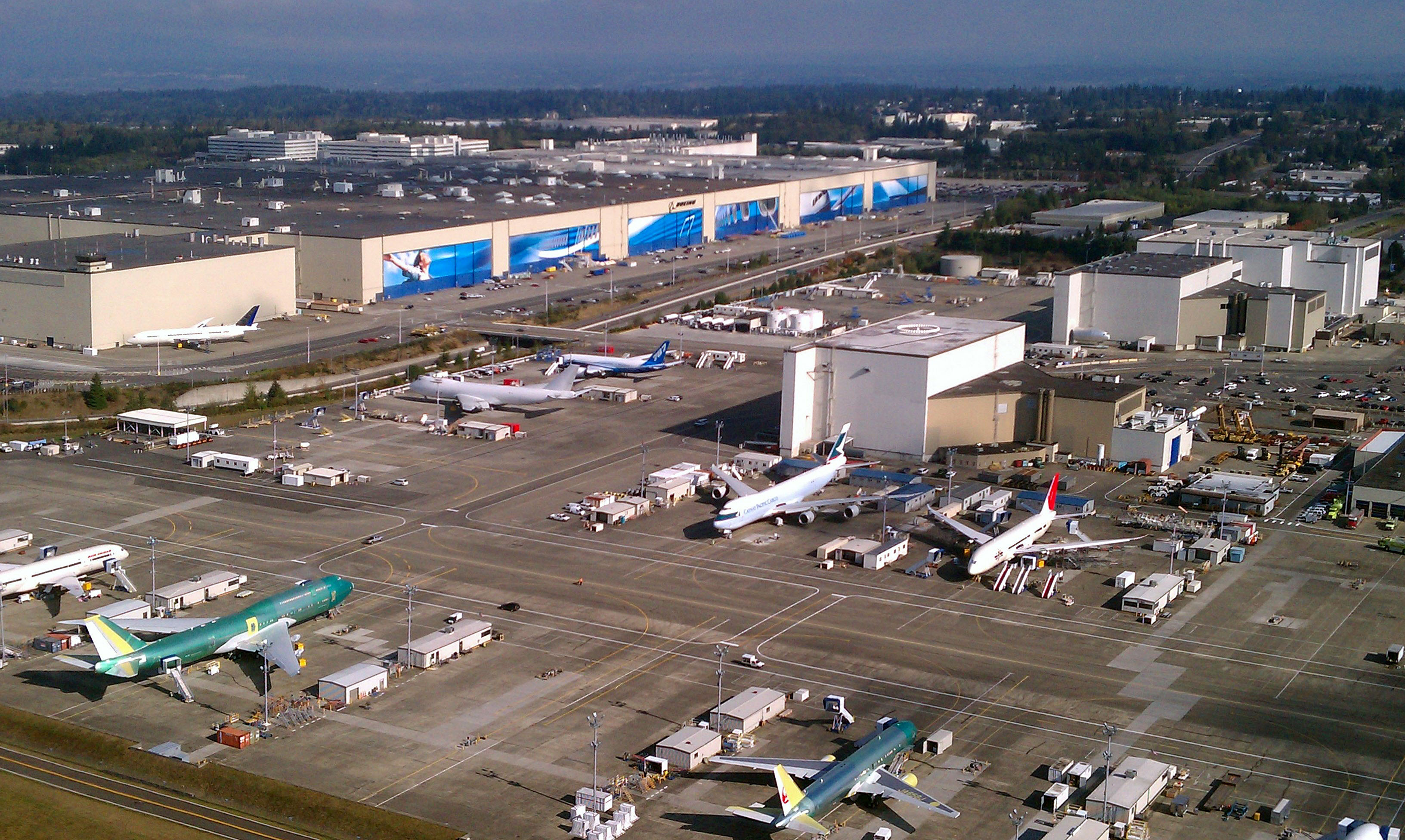
Das Boeing-Werk Everett, die größte und wichtigste Produktionsstätte des US-Luft- und Raumfahrtkonzerns Boeing

Die Geschichte Washingtons umfasst die Entwicklungen auf dem Gebiet des US-amerikanischen Bundesstaates Washington von der Urgeschichte bis zur Gegenwart. Sie reicht mit Blick auf die menschliche Besiedlung knapp 14.000 Jahre zurück. Die Nachkommen der ersten fassbaren Bewohner, auch wenn dies bei einigen der frühesten Funde umstritten ist, gehören heute zu den Küsten-Salish im Nordwesten, dazu kommen Binnen-Salish, wie die Spokane, und andere Gruppen des Hinterlands. Insgesamt erkennt die zuständige Behörde des Innenministeriums heute 29 Stämme und Reservatsgruppen innerhalb des Staates an.
Einige Orte, wie etwa Fort Vancouver, Walla Walla und Spokane, gehen auf Handelsposten der Pelzhandelsgesellschaften zurück, die nach 1800 bis zur Übernahme durch die Vereinigten Staaten die Region beherrschten. Das galt vor allem für die britische Hudson’s Bay Company, die sich gegen russische, amerikanische und spanische Konkurrenz durchsetzte. Dabei schleppten schon die ersten Europäer die Pocken ein, die die lokalen Kulturen an den Rand des Zusammenbruchs brachten, vor allem während der Epidemien ab 1775 und 1862.
1846 übernahmen die USA das Gebiet von der Hudson’s Bay Company, doch erst 1889 wurde ihm der Status eines Bundesstaats zuerkannt. Während dieser Zeit waren einerseits die Binnengrenzen der USA umkämpft, andererseits versuchten expansionistische Gruppen das britische bzw. kanadische British Columbia zu annektieren, wenn nicht ganz Kanada. Darüber hinaus wurden die Verwaltungseinheiten (Countys) eingerichtet und das heute vergleichsweise kleine Olympia zur Hauptstadt. Die Ureinwohner im Osten (Colville) und Süden (Yakama) wurden zu dieser Zeit, teils auch mit anderen Stämmen zusammen, in Reservate gedrängt, was mehrere Indianerkriege auslöste.
Zunächst kamen neben den Siedlern vor allem Goldsucher in die Region, später boomte die Holzindustrie, die jedoch bald an natürliche Grenzen stieß. Die transkontinentalen Eisenbahnverbindungen sorgten dann für eine sprunghaft anwachsende Zahl von Siedlern und Industriearbeitern. Die Wirtschaftskraft und das Kapital ballten sich in zuvor weniger bedeutenden Orten, vor allem in Seattle. Dabei profitierte die Region von den Weltkriegen, insbesondere von den Kämpfen im Pazifik während des Zweiten Weltkriegs, und Washington wurde für Luftwaffe (Everett) und Flotte (Bremerton) ein bedeutender Standort. Daneben entstanden andere Industrien wie die Flugzeugindustrie, die erste Nuklearfabrik der Welt und in der Informationstechnologie tätige Unternehmen. Zunehmend spielt der Tourismus, der vor allem von den Nationalparks lebt, und auch die Kasinos der Indianerreservate eine wichtige Rolle als bedeutende Arbeitgeber.

## Urgeschichte, ethnische Gliederung

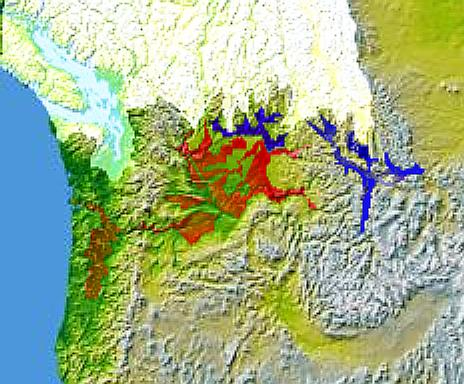
Der eiszeitliche Missoula-See beseitigte durch etwa 40 Überschwemmungen viele potentielle frühgeschichtliche Überreste

Vor 15.000 Jahren lag der Norden Washingtons unter einem dicken Eispanzer. Bei Bellingham dürfte er über 1000 m dick gewesen sein, und noch bei Olympia wird die Höhe der Eismassen auf mehr als 300 m geschätzt. Vor 14.000 Jahren begann das Ende der Eiszeit und die Gletscher schmolzen.
Erhebliche Teile Süd- und Ostwashingtons in Richtung Montana können aus diesem Grunde für die archäologische Forschung der frühesten menschlichen Spuren nur wenig beitragen. Darüber hinaus hat ein See am Ende der letzten Eiszeit (etwa zwischen 13.000 und 11.000 v. Chr.) durch mehrfache Dammbrüche die tiefer liegenden Gebiete im Entwässerungsgebiet des unteren Columbia und Willamette tiefgreifend verändert (vgl. Missoula-Fluten). Dabei durchpflügte das Wasser die betroffenen Gebiete bis zu 100-mal bei Geschwindigkeiten von bis zu 130 km/h, staute sich über 300 m hoch vor der Columbia-Schlucht und stürzte ins Willamette-Tal. Im Gegensatz zu diesen Zerstörungen der meisten Siedlungsspuren verdankt die Archäologie den dabei entstandenen Höhlen zahlreiche Funde, die sich dort erhalten haben.
Die Frühgeschichte des Gebietes, das heute der Bundesstaat Washington einnimmt, ist aus zweierlei Gründen von ungewöhnlicher Komplexität. Zum einen kann nur in groben Zügen die Geschichte der rund 125 ethnischen Gruppen, die 50 verschiedene Sprachen und Dialekte entwickelten, dargestellt werden. Zum anderen bilden die ältesten Funde menschlicher Überreste einen schwer deutbaren und umstrittenen Baustein in der Geschichte der Besiedlung Nordamerikas.
Die ethnische Vielfalt ist zum Teil durch die landschaftlichen Gegensätze und die Kleinräumigkeit bedingt, die völlig verschiedene Lebensweisen ermöglichten. So ernährten sich die Gruppen der Küsten-Salish, die vor allem um den Puget Sound lebten, und deren Wohnraum sich weit nach British Columbia erstreckte, überwiegend durch Fischfang. Dabei handelte es sich vor allem um Lachs – das beste Fanggebiet waren die Kettle Falls – und Heilbutt, dazu kamen Schalentiere. Die meisten Stämme gingen nicht auf Waljagd, wenn man von den Makah an der äußersten Nordwestküste absieht, die zu den ansonsten nur auf Vancouver Island lebenden Nuu-chah-nulth zählen. In diesen küstennahen Regionen spielten vor allem die Baumarten des gemäßigten Regenwalds eine wichtige Rolle, denn aus den Fasern des Riesenlebensbaums wurden Kleidung, aus anderen Baumarten Nahrungsmittel, vor allem aber Baumaterial für Häuser und Kanus gewonnen. Die überaus wichtige Rolle dieser Materialien wurde noch durch den Metallmangel in der Region verstärkt. Die bedeutendsten Stämme waren hier die Chinook, Quinault, Lummi und Snohomish, dazu kamen anderen Sprachfamilien angehörende Stämme wie Makah, Hoh und Quileute, die die letzten Vertreter einer eigenen Sprachfamilie sind.
Ganz anders lebten die östlichen Stämme auf dem Plateau, die partiell der (hypothetischen) Familie der Penuti-Sprachen angehören, und die z. T. an ein Leben in den Gebirgszügen der Cascade Range gewöhnt waren. Weiter ostwärts schlossen sich trockenere Gebiete mit inselartigen Siedlungskammern an. Hier dominierten Cayuse, Nez Percé, Okanogan, Palouse, Spokane, Wenatchi und Yakama, an der Küste Chinook. Als die ersten Europäer das Gebiet erreichten, hatten sich viele der Stämme im Osten, bedingt durch die Einführung des Pferdes, auf den für die Präriestämme typischen Lebensstil umgestellt.
2003 stellte ein Bericht fest, dass es 14.000 archäologische Fundstätten gebe, von ganzen Dörfern bis hin zu Bäumen, an denen aus kulturellen Gründen Veränderungen vorgenommen worden sind (Culturally Modified Trees).

### Die ältesten Funde

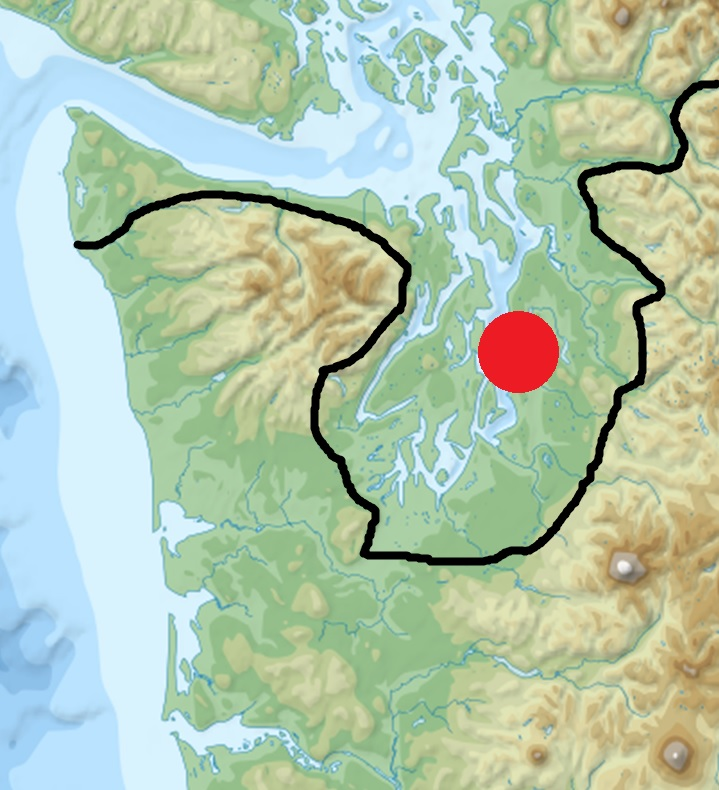
Vereisungsgrenze im Raum Seattle

Die Neuuntersuchung eines Mastodon-Fundes in der Manis Mastodon Site (45CA218) südlich von Sequim erwies, dass dieses Mammut americanum vor 13.800 Jahren von einer Kompositwaffe aus Geweih und Mastodonknochen verletzt wurde. Ähnlich alte Spuren wurden auf dem Enumclaw Plateau (45JE14) nahe Auburn entdeckt, die etwa 13.000 Jahre alt sind.
Ausgrabungen im Marmes Rockshelter (45-FR-50), einer Höhle nahe Lyons Ferry im Franklin County, brachten Artefakte in Washington zu Tage, die derzeit (2011) als die ältesten menschlichen Spuren gelten. Sie zeigen bereits vor 9200 v. Chr. ein breites Spektrum von Beutetieren im Südosten Washingtons, aber auch von Nahrungspflanzen und solchen, die eher medizinischen oder rituellen Zwecken dienten. Hier wurden auch Muscheln gefunden, die zeigen, dass bereits mit den weit über 300 km entfernt lebenden Küstenbewohnern ein reger Handelsaustausch bestand (Olivella). Allerdings sind in dieser Region die ältesten Muschelhaufen (shell middens, Abfallhaufen von Meerestieren), die in British Columbia über 10.000 Jahre zurückreichen, nur 4000 bis 5000 Jahre alt. Dies lässt sich mit dem um 120 m gestiegenen Meeresspiegel erklären, so dass verstärkt auf Unterwasserarchäologie gesetzt wird.

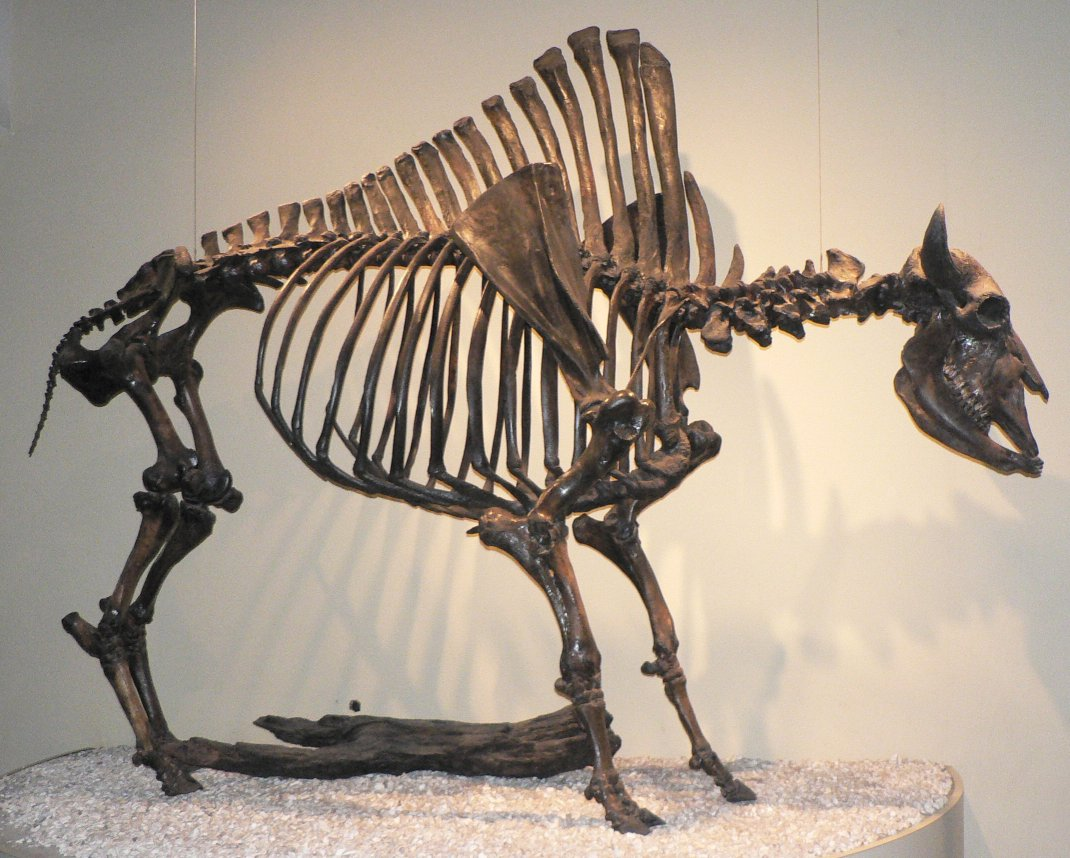
Skelett einer ausgestorbenen Bisonart aus den Teergruben von La Brea in Los Angeles

Am 26. Juni 1996 wurden die sterblichen Überreste des Kennewick-Mannes gefunden, ein fast vollständiges Skelett das auf etwa 7200 v. Chr. datiert worden ist. Der Tote weist genetische und sonstige Merkmale auf, die möglicherweise ausschließen, dass er ein Vorfahr der heute im dortigen Gebiet lebenden Indianer ist. Im Gegensatz dazu war der Fund der als Buhl Woman bezeichneten Frau, die inzwischen wieder beigesetzt wurde, den heutigen Bewohnern ähnlich. Sie ist gut 1.300 Jahre älter und lebte im heutigen Idaho. Die junge Frau ernährte sich, wenn auch saisonal ungesichert, weniger von Fisch als von Fleisch, und ihr wurde eine eigens zum Begräbnis hergestellte Obsidiannadel beigegeben. Der Kennewick-Mann ist zu Lebzeiten von einer Projektilspitze vom Typ Clovis getroffen worden, die er noch im Körper trug. Schon diese wenigen Funde deuten auf unterschiedliche Lebensbedingungen, wahrscheinlich auch auf noch nicht rekonstruierbare Wanderungen hin.
Bis 1987 war in Washington kaum ein Dutzend Werkzeuge vom Typ Clovis bekannt. In diesem Jahr wurden in East Wenatchee gleich über 60 Spitzen dieses Typs gefunden, was darauf hindeutet, dass hier ein Jagdplatz bestand, an dem man sich regelmäßig traf, und wo man sich durch „Einlagerung“ fertiger Projektilspitzen das Mittragen ersparen wollte. An den Spitzen fand man Proteine von menschlichem Blut, aber auch von Rehen, Kaninchen und möglicherweise von einer ausgestorbenen Bisonart (Bison b. antiquus). Bei Lind Coulee, unweit des Moses Lake, fand man ebenfalls Bisonüberreste, aber auch fein gearbeitete Nadeln, die wohl für die Herstellung von Lederkleidung geeignet waren. Auch Ockerpigmente fanden sich, die auf das Färben von Kleidung oder Körperbemalung hindeuten.

### Küstenbewohner

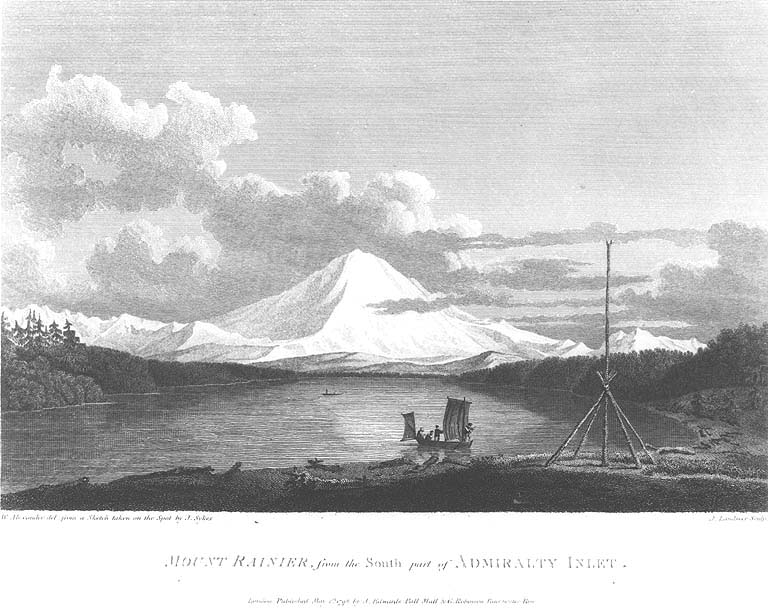
Angehörige der zu den Küsten-Salish gehörenden Klallam auf der Entenjagd, im Hintergrund der fast 4400 m hohe Mount Rainier

Ausgrabungsstellen wie Avey’s Orchard im Douglas County und die 5 Mile Rapids Site am Südufer des Columbia, deren Funde sich etwa auf 8300 bzw. 7900 v. Chr. datieren ließen, zeigen das man sich zu dieser Zeit schon sehr lange an die Lebensweise an Flüssen gewöhnt hatte, wobei sich dort vor allem Reste von Lachs und von einigen Robben fanden.

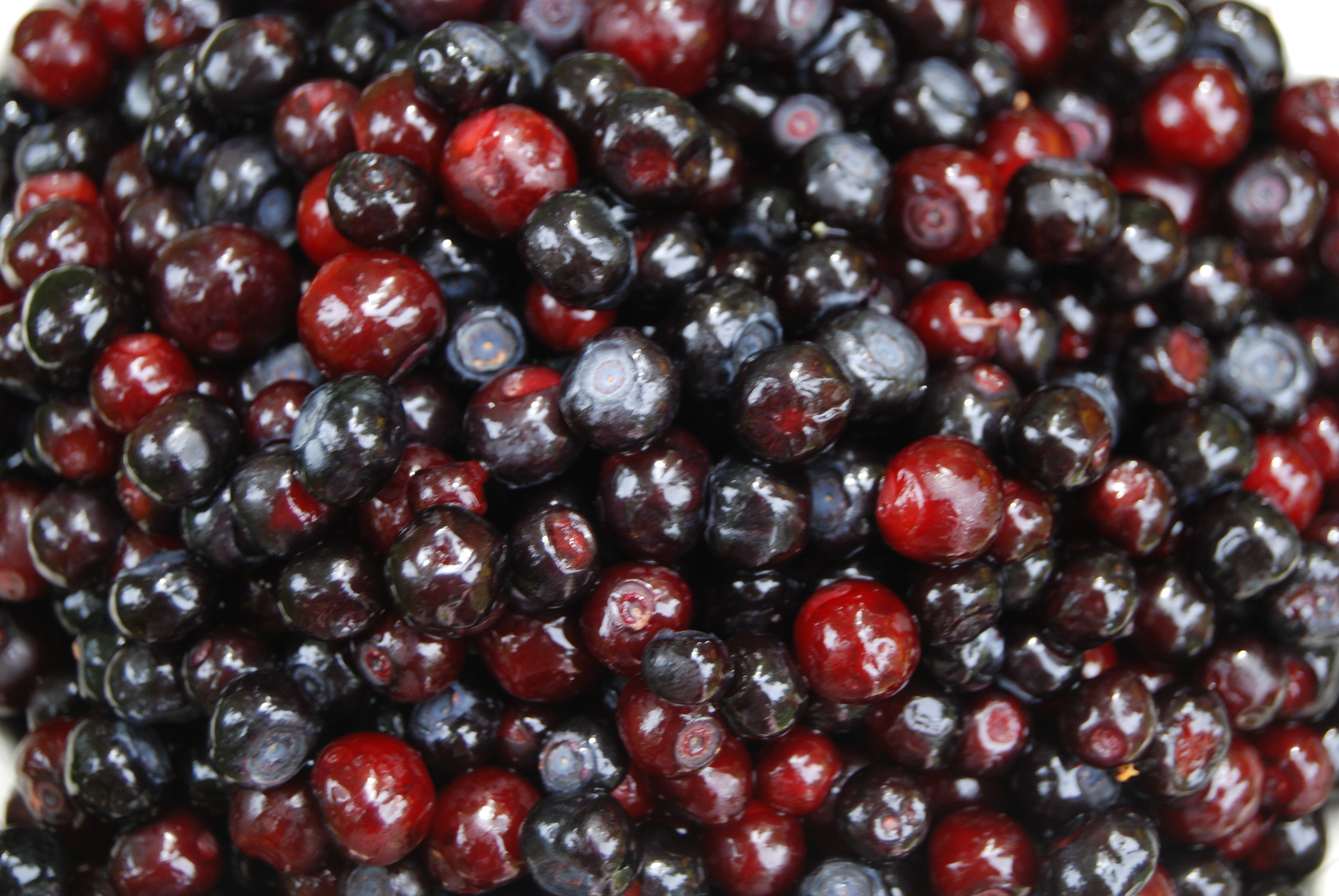
Heidelbeeren (Vaccinium membranaceum)

An der Westküste entstanden erste große Dörfer, obwohl die Nahrung stark auf den gewaltigen Laichzügen der Lachse basierte und sich keine ausgeprägte Landwirtschaft entwickelte. Sie wurden vorwiegend im Winter bewohnt, während die wärmere Jahreszeit zu Rundwanderungen Anlass gab. Ziele waren bekannte Sammelstätten und die gelegentliche Ernte (z. B. bei der in Küstennähe verbreiteten Camassia quamash) sowie häufig auch rituelle Stätten. Jede Gruppe wanderte in jährlich wiederkehrenden Zyklen, was auch die gewaltige Zahl an Fundstätten und ihre Verschiedenartigkeit erklärt. Es entstanden dadurch traditionelle Territorien, die diesen Wanderungsgebieten entsprachen. Dazu kommt eine Besonderheit: Die Küstenbewohner kannten keine Tongefäße, sondern man kochte in wasserdichten Holzbehältern oder Bodenvertiefungen, in die glühend heiße Steine gelegt wurden, um das Wasser zu erhitzen. Von der Hitze gesprengte Steine sind daher eine häufige Fundgruppe. Getrocknete Beeren, etwa Blaubeeren oder als (Western) Huckleberries bezeichnete Vaccinium occidentale, sowie gelegentlich Heidelbeeren (Vaccinium membranaceum), wurden in Säcken von zahlreichen Sammelgruppen aus den Bergen zu Tal getragen, wobei diese Sammeltätigkeit Frauenarbeit war. Es wird davon ausgegangen, dass während dieser Rundwanderungen die Küstengruppen mit solchen des Hinterlandes zusammentrafen.

### Hinterland

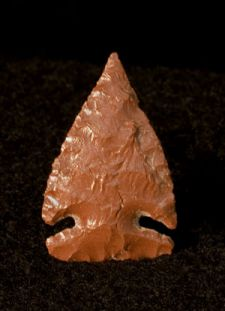
Seitlich eingekerbte Projektilspitze aus der Wilson Butte Cave in Idaho. Sie wird der Desert Archaic Tradition zugerechnet.

Im Hinterland wurde die wohl mindestens bis 9000 v. Chr. zurückreichende Besiedlung durch die Frühe Plateaukultur überlagert. Am Osthang der Küstenkette reichen die Spuren mindestens bis 6700 v. Chr. zurück. Die hohen Gebirge, die Washington durchziehen, wurden spätestens seit 6000 v. Chr. regelmäßig zur Jagd, zum Sammeln und aus kultischen Gründen aufgesucht. Die von Archäologen dort aufgefundenen Lagerspuren weisen oftmals nur wenige Fundstücke auf, doch manche Lager wurden über enorm lange Zeiten immer wieder aufgesucht. So ließ sich zeigen, dass das Chester Mores Reservoir zwischen 6500 v. Chr. und 1300 n. Chr. immer wieder in Gebrauch war. Ähnlich sieht es mit den Stätten aus, an denen Steinwerkzeuge hergestellt wurden. Die Desolation Chert Quarry im Whatcom County wurde etwa von 7640 bis 290 BP, also bis in das 17. Jahrhundert hinein aufgesucht. Diese Lager dürfen nicht mit Steinanhäufungen verwechselt werden, die Begräbnisstätten kennzeichnen.
Im Gegensatz zu den Lagern standen die Dörfer meist in Tälern, an Flussläufen und Seen, die auch später genutzt und besiedelt wurden. Dementsprechend sind durch spätere Nutzungen meist alle Artefakte zerstört worden. Noch viel seltener sind Trockenplätze für Amerikanische Heidelbeeren (huckleberries) auffindbar, die im Boden nur als rechteckige Vertiefungen erkennbar sind. Elf von ihnen konnten in der Indian Heaven Wilderness im Gifford Pinchot National Forest in über 1000 m Höhe nachgewiesen werden.
Ebenso unklar wie die Wege, auf denen die ersten Bewohner in die Region kamen, ist die sprachliche Zuordnung der küstenfernen Stämme. So sind etwa Yakama, Umatilla und Walla Walla relativ nahe verwandte Sprachen, doch Hoh und Quileute bilden eine eigene, sehr kleine Sprachfamilie. Diese Gruppen setzten sich wiederum meist aus mehreren nahe miteinander verwandten, aber häufig nicht beieinander wohnenden Gruppen zusammen. Das Konzept der festen Zugehörigkeit zu einem Stamm war allen diesen Gruppen bis zur Ankunft der Europäer und ihrer Definitionsgewalt eher fremd. Ähnliches gilt für die Vorstellung von einem festen Häuptlingstum, das schon eher bei den Küsten-Salish in Form des traditionellen Häuptlings in Gebrauch war.

### Küsten-Salish und südlichere Stämme

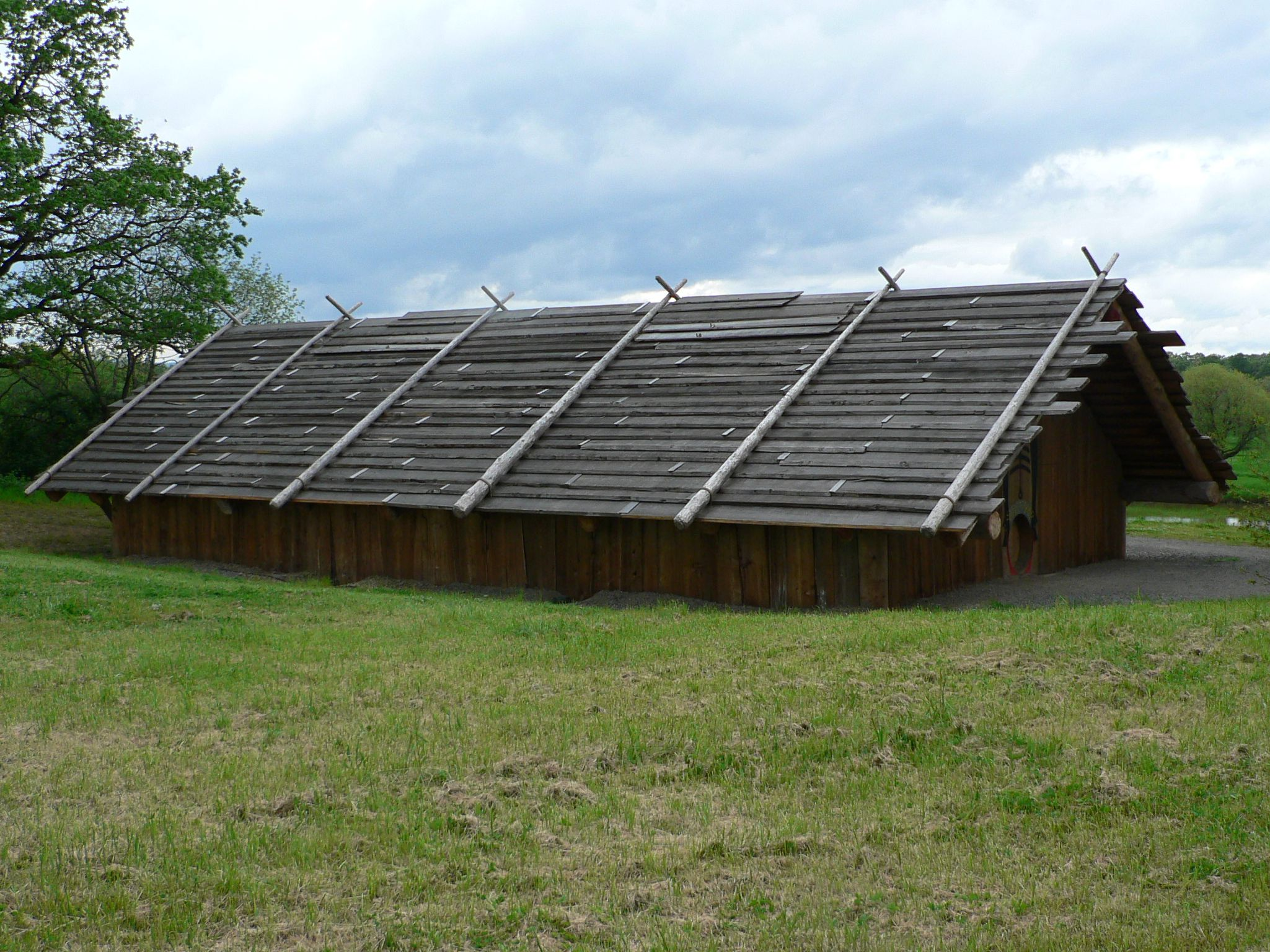
Rekonstruiertes Plankenhaus der Chinook im Südwesten Washingtons, im heutigen Ridgefield National Wildlife Refuge

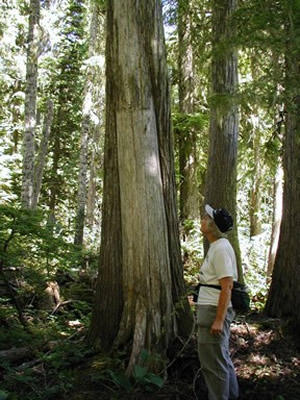
Ein von Indianern bearbeiteter Baum, einer der so genannten Culturally Modified Trees in der Goat Rocks Wilderness, einem Teil des Gifford Pinchot National Forest

Schon früh lassen sich Artefakte den Vorfahren späterer Stämme zuweisen. Die Küsten-Salish um den Puget Sound führten saisonale Wanderungen in Abhängigkeit von Lachs, Wild und Vegetationszyklen durch. Daher wurden nur im Winter feste Häuser bezogen, die als Plankenhäuser bekannt sind. Mit ihren Kanus betrieben sie Handel im Puget Sound und bis zum Fraser River im Norden, doch selten bis nach Kalifornien im Süden. Ähnlich wie einige Stämme auf Vancouver Island sammelten sie Camas, die Zwiebeln einer Agavenart, und trieben damit einen weitläufigen Handel. Im Gegensatz zu den Kanus der Nuu-chah-nulth (in Washington vor allem der Makah und der Chinook) waren ihre Kanus nicht hochseetüchtig. Außerdem besaßen sie im Gegensatz zu den Stämmen des Hinterlands keine Pferde. Einige Stämme hielten jedoch zahlreiche Hunde als Dorfwachen, und um deren Haar zu Kleidung und Decken zu verarbeiten.
Der kennzeichnende Haustyp der Küstenregion und der Flussläufe war das Pit House, ein bis zu vier Meter eingetieftes Plankenhaus, das bis zu 50 m lang und 7 m breit sein konnte. Runde Pit-Häuser konnten einen Durchmesser von mehr als 17 m haben. Am häufigsten sind Überreste dort zu finden, wo Flüsse gelegentlich über die Ufer traten und die verlassenen Dörfer mit Schlamm überdeckten, wie etwa an der Rattlesnake Creek Site im Klickitat County nordöstlich von Husum.
Bis etwa 2000 v. Chr. reichen die Funde an der West Point site im Discovery Park, und bei Magnolia zurück, welche mit den Duwamish in Beziehung stehen. Spätestens im 6. Jahrhundert lebten Duwamish auf dem Boden des heutigen Seattle. Am Skagit River lässt sich menschliches Leben bereits für etwa 6500 v. Chr. nachweisen.
Die Fundstätte Tualdad Altu aus dem 4. Jahrhundert (1570 ± 90 Jahre BP) zeigt ein wahrscheinlich nur aus einem Haus bestehendes Winterdorf im Puget Sound, südlich von Seattle nahe dem Delta des Black River. Das Haus dürfte etwa 17 mal 7 m gemessen haben. Innerhalb des Hauses verteilen sich die Artefakte und die vorgefundenen Tierüberreste derart, dass man eine Arbeitsteilung annehmen kann, zumindest eine feste funktionale Unterteilung.

### Makah

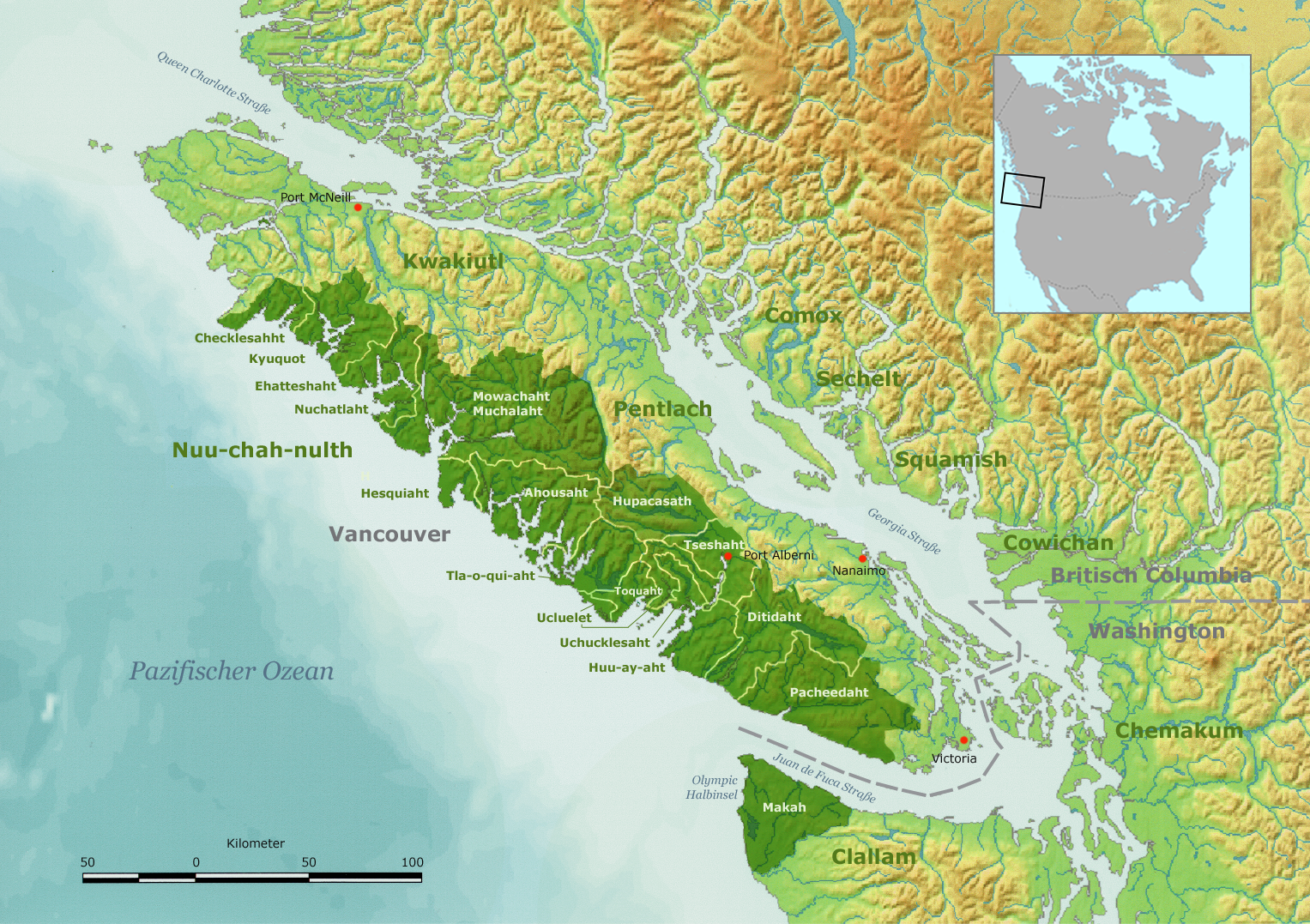
Heutige Nuu-chah-nulth mit ihren traditionellen Gebieten, im Süden die Makah

Der einzige in den USA lebende Stamm der Nuu-chah-nulth sind die Makah im äußersten Nordwesten Washingtons, in Neah Bay. Sie bewohnten vor Ankunft der Europäer fünf Dörfer, die ältesten archäologischen Spuren sind knapp 4000 Jahre alt. Die beiden bedeutendsten Fundstätten der Nuu-chah-nulth-Kultur sind die Hoko River Archeological Site und Ozette. Am früher bewohnten Fundort am Hoko fanden sich zahlreiche Artefakte, wie Reste von Körben, Fischgeräte, Steinklingen, dazu als microblades bezeichnete winzige Klingen, vor allem aber zahlreiche organische Überreste, wie Holz, Speisereste und dergleichen, welche im unter Wasser liegenden Teil des Dorfes erhalten geblieben sind. Dabei zeigte sich, dass bereits um 1000 v. Chr. eine ausgeprägte Vorratshaltung, z. B. durch Trocknen der Fische, geläufig war. Ähnlich bedeutend für die Makah-Kultur ist die Fundstätte Ozette, wo wahrscheinlich ein südlicher Zweig der Makah lebte. Hier wurden 55.000 Artefakte sichergestellt, darunter eine anthropomorphe Figur von etwa 800 v. Chr. Zudem ließ sich früher Fernhandel mit Vancouver Island nachweisen.

### Stämme des Ostens
Im Osten Washingtons lebten verschiedene Stämme, wie die Spokane und die Kutenai, die verschiedenen Sprachfamilien angehörten, ebenso wie die im zentralen Südosten lebenden Yakama. Die Spokane fischten im gleichnamigen Fluss und versammelten sich alljährlich an den großen Wasserfällen im heute gleichfalls nach ihnen benannten Ort, zu dem auch andere Gruppen zum Fischen kamen. Mit der Einführung des Pferdes im frühen 18. Jahrhundert änderten vor allem die Upper Spokane ihre Lebensweise und überquerten gemeinsam mit den östlicher lebenden Flathead, den benachbarten Kalispel und den Nez Percé die Rocky Mountains, um Bisons zu jagen. Dabei kam es zu Auseinandersetzungen mit den Blackfoot. Den Flathead gelang es dabei, eine Art Pufferzone zwischen den Binnen-Salish im Westen und den Reiternomaden des Ostens zu bilden. Dabei traten sie als Händler und Vermittler auf. Im Südosten und im zentralen Osten lebten die Yakama, die Cayuse, die Wenatchi.

## Früheste europäische Entdeckungsfahrten, Landansprüche
Dass Sir Francis Drake, wie er bei seiner Rückkehr behauptete, im Juni 1579 an der Küste des späteren Kalifornien oder Washington entlangsegelte, bevor er seine Weltumsegelung beendete, hatte keine Auswirkungen auf die regionale Geschichte, obwohl Drake das Gebiet als New Albion für Königin Elizabeth I. beanspruchte. Auch die Reise des in spanischen Diensten stehenden griechischen Entdeckers Juan de Fuca, der 1592 die später nach ihm benannte Wasserstraße entdeckte, hatte zunächst keinerlei Auswirkungen. Und auch wenn Martin Aquilar behauptete, 1603 einen großen Fluss gesichtet zu haben, der vielleicht der Columbia war, so wirkte sich dies ebenfalls nicht aus. Dennoch hielten die beiden Kolonialmächte Großbritannien und Spanien an ihren Ansprüchen fest, wenn auch noch kein Anlass bestand, sie durchzusetzen. Erst Russlands Ansprüche, das sein Kolonialreich über Alaska weiter nach Süden ausdehnte, und vor allem die Gründung der USA eröffneten eine langwierige Auseinandersetzung um das bis dahin ökonomisch und politisch für diese Staaten unbedeutende Gebiet.

## Frühe Kontakte mit Europäern, Epidemien
Dies änderte sich in den 1770er Jahren schlagartig. Juan Pérez und Don Bruno de Heceta waren 1774 bzw. 1775 die Kapitäne der spanischen Schiffe, deren Mannschaften wohl als erste die Küstenregion betraten. Sie sollten den spanischen Anspruch untermauern und zugleich den weit nach Süden strebenden russischen Pelzhändlern eine Grenze setzen. Hecetas Schiff, die Santiago, trug wohl die Pocken an Bord, als sie an der Mündung des Quinault River anlegte, um das Land für die spanische Krone zu reklamieren. Die durch diese Landung ausgelöste Pockenepidemie dürfte die Stämme der Region um die Hälfte bis zwei Drittel dezimiert haben. Manche Stämme verschwanden gänzlich. Damit verschoben sich zugleich die regionalen Machtverhältnisse und dies gab den nördlichen Stämmen der Kwakwaka'wakw, Haida und Tsimshian, die zudem bald an europäische Waffen kamen, Gelegenheit zu häufigeren und leichteren Beutezügen. Wie viele Salish als Sklaven nach Norden verschleppt wurden, ist nicht mehr zu ermitteln. Bei den Lower Elwha Klallam fanden sich im Großdorf Tse-whit-zen im Jahr 2005 mindestens 335 Skelette von Bewohnern, die offenbar den Pocken zum Opfer gefallen waren.

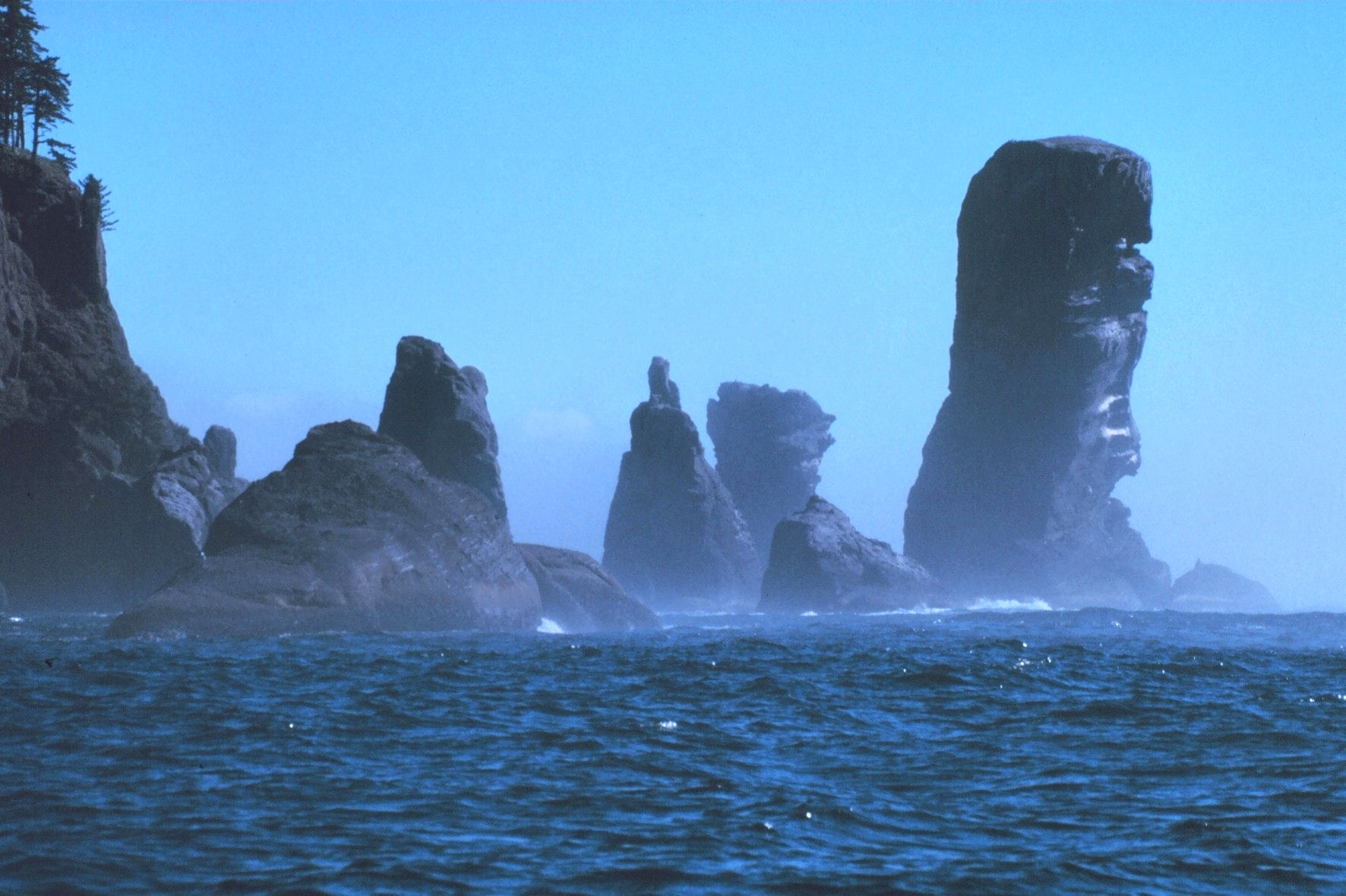
Fuca-Felsen am Cape Flattery

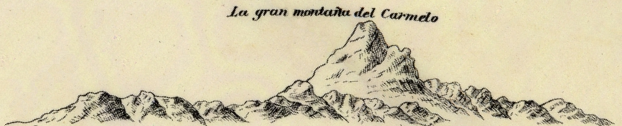
Mount Baker, skizziert von Gonzalo Lopez de Haro 1790

Zugleich veränderte sich durch europäische Militärtechnik die Art der Auseinandersetzungen zwischen den ethnischen Gruppen. Erste Waffenlieferungen erfolgten zunächst durch Handelskontakte zwischen Europäern und den Stämmen auf und um Vancouver Island sowie weiter im Norden. Direkte Handelskontakte mit den Stämmen in Washington gab es erst später, zumal die Makah äußerst abweisend reagierten und die dort ansässigen Salish Kontakte mieden, vermutlich aufgrund ihrer Erfahrungen mit der besagten Epidemie.
1778 erreichte James Cook zwar Cape Flattery, doch ging niemand an Land. Am 14. Mai 1792 notierte George Vancouver: „Die bedauerliche Krankheit ist nicht nur allgemein verbreitet, sondern man muss verstehen, dass sie unter ihnen höchst tödlich ist, da ihre unzerstörbaren Anzeichen bei vielen zu sehen sind; viele haben das Sehvermögen auf einem Auge verloren…“ Ähnliches beobachtete Peter Puget im später nach ihm benannten Sound. An der Ostseite des Puget Sound trafen die Männer ein verlassenes Dorf der Semiahmoo leer an, das für 400 bis 500 Einwohner ausreichte.

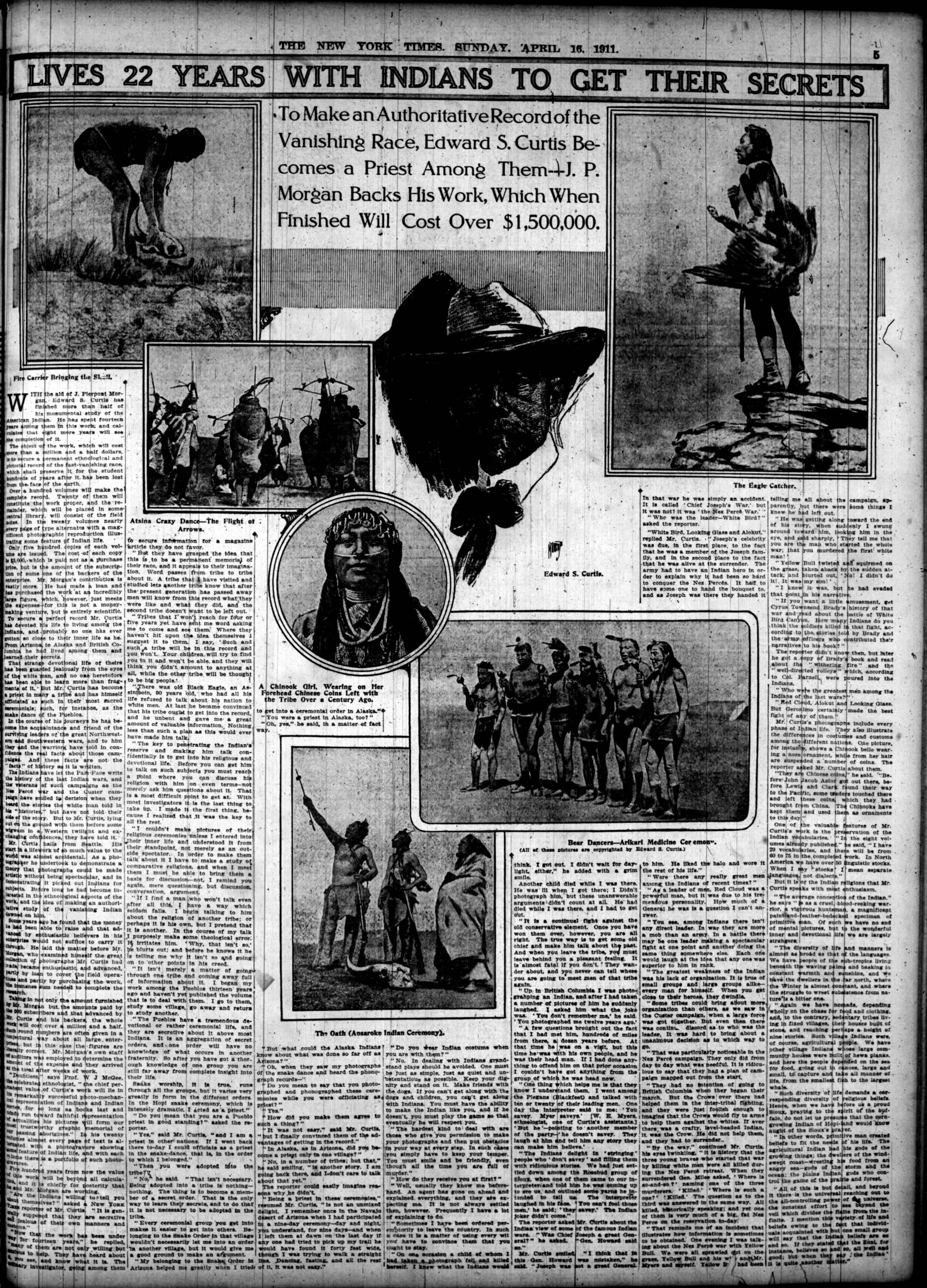
New York Times vom 16. April 1911. Edward Curtis vermerkt zu einem Foto eines Chinook-Mädchens, sie trage über hundert Jahre alte chinesische Münzen als Stirnschmuck

Cooks später veröffentlichte Journale lösten geradezu einen Pelzrausch aus. So erschienen zahlreiche Händler in der Region, um Fischotter zu jagen oder bei den Nuu-chah-nulth und Salish Pelze zu kaufen. Ihr Weiterverkauf nach Macau brachte verlockend hohe Gewinne, die wiederum in chinesische Waren wie Porzellan und Seide investiert werden konnten, welche in Europa hohe Preise erzielten. Möglicherweise kamen auf diese Art auch chinesische Münzen an die Küste, welche bei den Chinook als Haarschmuck auftauchten. 1787 erschien der Händler Charles William Barkley in der Region, im Jahr darauf auch John Meares, dem Barkley von seiner Fahrt berichtet hatte. Meares hatte schon Handelserfahrungen mit den Nuu-chah-nulth gemacht, doch löste er, nachdem eine spanische Flotte seine Schiffe gekapert hatte, eine schwere diplomatische Krise zwischen Spanien und Großbritannien aus. Weitere spanische Schiffe unter Leitung von Manuel Quimper und Francisco de Eliza landeten 1790 bzw. 1791 an der Küste und beschlagnahmten britische Schiffe.
Eine erste detaillierte Untersuchung und Kartierung des Küstengebietes nahm der Brite George Vancouver ab 1792 vor. Auf seine Karten geht heute die Benennung zahlreicher Inseln, Gewässer und Berge zurück. Dazu zählen die San Juan Islands, Puget Sound, Mount Rainier und Mount Baker. Die drei letztgenannten sind beispielsweise nach Mitgliedern seiner Besatzung benannt. Da sich Großbritannien und Spanien in einem Wettlauf um den Nordpazifik sahen – die Spanier besaßen einen Handelsposten im Nootka Sound auf Vancouver Island, kurzzeitig auch in Neah Bay im Nordwesten Washingtons –, ließen 1775 auch der Spanier Juan Francisco de la Bodega y Quadra oder der Italiener in spanischen Diensten Alessandro Malaspina di Mulazzo Karten der Region erstellen. Letzterer verhandelte unmittelbar mit dem bedeutendsten Häuptling der Region, Maquinna. Als sich Malaspina 1792 in Mexiko aufhielt, entsandte er zwei Schiffe in die Juan-de-Fuca-Straße und die Straße von Georgia. Dabei unterstand die Sutíl Dionisio Alcalá Galiano und die Mexicana Cayetano Valdés y Flores, Malaspinas Offizieren. Als letzter Spanier beanspruchte Salvador Fidalgo, in Unkenntnis des Abkommens zwischen Großbritannien und Spanien von 1790, die Küste Washingtons und errichtete bei Neah Bay einen Handelsposten, an der äußersten Nordwestecke des späteren US-Territoriums. Jedoch kam es zu Auseinandersetzungen mit den dort ansässigen Makah, so dass der Posten wieder geräumt werden musste.

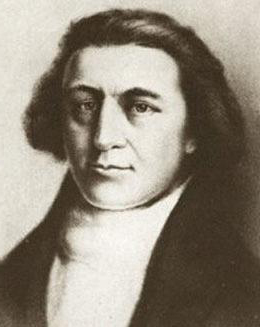
Robert Gray, Weltumsegler, Erstbefahrer des Mündungsgebietes des Columbia

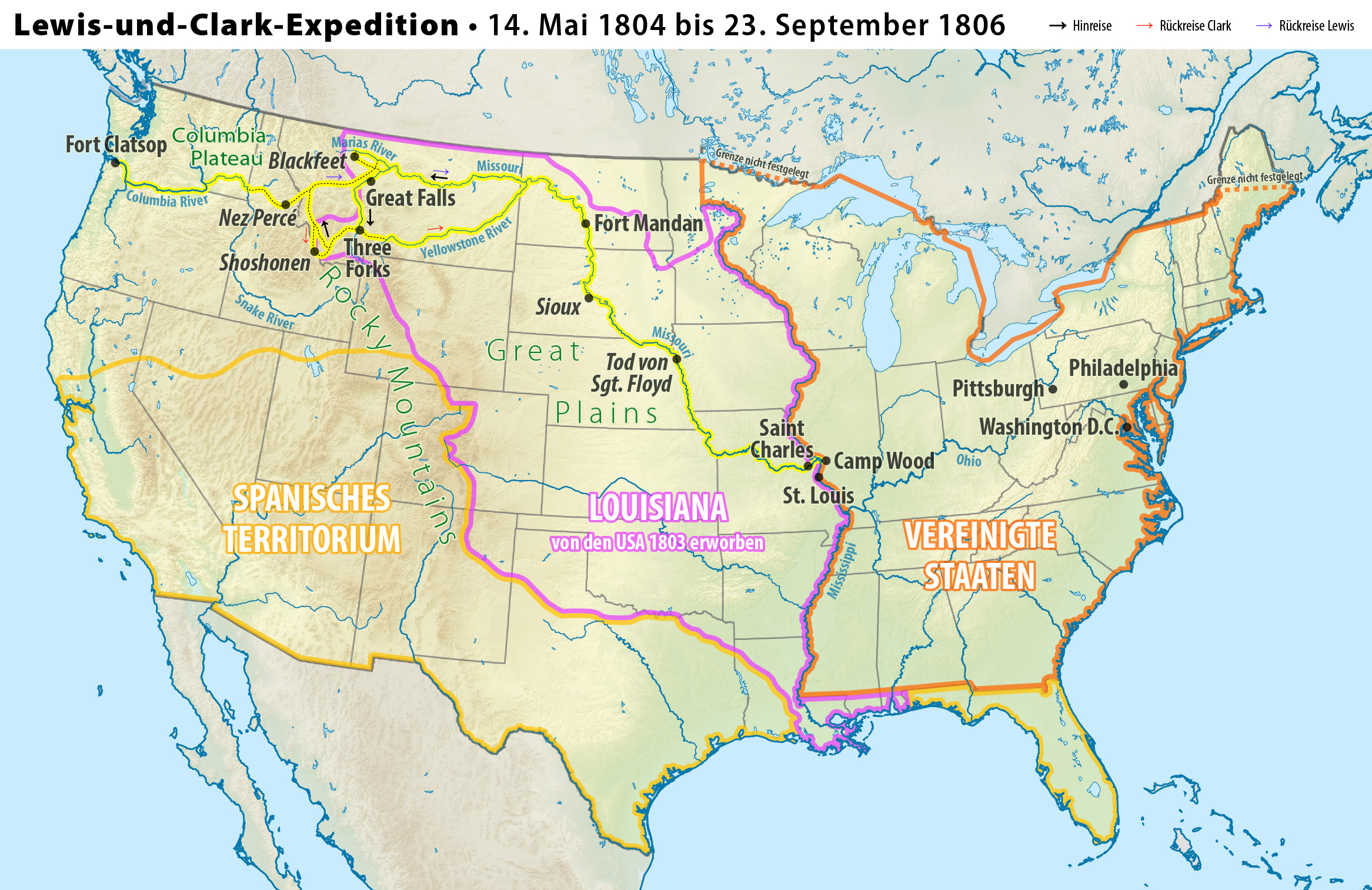
Route der Lewis-und-Clark-Expedition

Kapitän Robert Gray erforschte 1792 die Mündung des Columbia, den er nach seinem Schiff, der Columbia Rediviva benannte. Die territorialen Ansprüche der USA basierten später, obwohl Gray ihnen kaum diese Bedeutung zugemessen haben wird, auf seinen Seereisen. Die mit ähnlicher Absicht von der US-Regierung ins Werk gesetzte Lewis-und-Clark-Expedition erreichte Washington im Oktober 1805 von Osten. Sie gelangte beim heutigen Ilwaco an den Pazifik.
Neben den Entdeckern und Pelzhändlern, die Russland, Spanien, Großbritannien sowie die USA vertraten, traten die Pelzhandelskompanien in der Region als eigene politische Kräfte auf. David Thompson von der North West Company (mit Sitz in Montreal) gründete 1810 mit dem Spokane House den ersten Handelsposten im Osten Washingtons. David Stuart von der amerikanischen Pacific Fur Company errichtete 1811 die erste Siedlung bei Okanogan, und im Namen der Pacific Fur Company wurde 1811 Astoria an der Columbia-Mündung errichtet, benannt nach dem Besitzer des Unternehmens John Jacob Astor. Diese errichtete auch Fort Spokane als Konkurrenz zum britischen Spokane House, ein kleiner aber an einem wichtigen indianischen Handelspfad von Oregon zum Fraser gelegener Posten. Infolge des Krieges zwischen Großbritannien und den USA (1812 bis 1815) errang die britische Hudson’s Bay Company die regionale Vormacht, und 1821 erzwang London die Vereinigung der Company mit der konkurrierenden North West Company. 1826 wurde der Handelsposten an die Kettle Falls verlegt, Wasserfälle am Columbia, deren Lachswanderungen alljährlich Tausende von indianischen Fischern anlockten. Da fast ausschließlich junge Männer dort tätig waren, kam es zu zahlreichen Verbindungen mit indianischen Frauen, deren Nachkommen eine wichtige Rolle bei der Kulturvermittlung spielten. Zum wichtigsten Fort wurde jedoch das 1824 gegründete Fort Vancouver am Columbia, und zur weiteren Sicherung entstand flussaufwärts im nächsten Jahr das Fort Colville.
Bereits 1790/1794 hatte Spanien auf seine Ansprüche im späteren Kanada verzichtet und seinen einzigen Handelsposten in Britisch-Nordamerika wieder aufgegeben. Ähnlich gab Spanien 1819 im Adams-Onís-Vertrag seine Ansprüche auf Oregon zugunsten der USA auf. 1824 einigten sich die USA auch mit Russland. Hingegen verständigten sich Großbritannien und die USA 1818 auf eine gemeinsame Kontrolle des riesigen Gebietes, ein Vertrag, der 1827 erneuert wurde. 1818 gründete die North West Company Fort Walla Walla.
Währenddessen ging die Zahl der Indianer weiterhin drastisch zurück. Dazu trug neben den Pocken, die etwa einmal jede Generation trafen, bis genügend Menschen resistent geworden waren, die Malaria bei. Sie wütete vor allem am unteren Columbia und erreichte ihren Höhepunkt im Jahr 1830, als Fort Vancouver von Hunderten Erkrankter umlagert war, die nur noch hofften, von den dortigen Händlern begraben zu werden. 1831 und 1832 kehrte die Malaria zurück, von der auch viele Angestellte der Handelsgesellschaften befallen wurden. Diese fürchteten weitere Infektionen und vertrieben die Kranken mit Waffengewalt aus der Umgebung der Forts. Obwohl auch Weiße an der Krankheit starben, war die Sterblichkeit bei den Indianern deutlich höher. Sie wurde auf 85 % geschätzt. 1833 lebte auf der einst dicht besiedelten, 105 km² großen Wapato-Insel (heute Sauvie Island) in der Mündung des Columbia noch ein einziger Mann, viele indianische Geisterstädte wurden von den Händlern registriert. Da jedermann fürchtete krank zu werden, brach auch der Handel auf dem Plateau ab, das eigentlich zu trocken war, um der die Krankheit übertragenden Anopheles-Mücke hinreichend feuchte Biotope zu bieten. Noch im Osten starben etwa 20 bis 50 % der Nez Perce zwischen 1824 und 1837. Dazu trug neben Pocken und Malaria die gefürchtete „Winterkrankheit“ bei, wie man die Kombination von Typhus, Cholera und Erkältungskrankheiten nannte.

## Rivalitäten

Flagge der Hudson’s Bay Company (1882)

Die britische Hudson’s Bay Company beherrschte zunächst den Handel mit den Indianern, insbesondere nachdem sie mit der North West Company 1821 zwangsweise vereint worden war. Jedoch gelang es dem Amerikaner Jedediah Smith eine Expedition von Kalifornien in den Nordwesten zu führen – wenn auch unter schwersten Verlusten – und damit den Anspruch der USA auf das Gebiet aufrechtzuerhalten. 1831 ersuchte sogar eine vierköpfige Delegation der Flathead oder der Nez Perce (das ist unklar) William Clark in St. Louis um die Entsendung katholischer Missionare. Dies kam Leuten der Methodist Episcopal Church zu Ohren und so erschienen bereits im September 1834 Jason Lee (1803–1845), sein Neffe Daniel Lee sowie Nathaniel Wyeth und einige Helfer in Fort Vancouver. Sie kamen aus New York und missionierten vor allem im Willamette-Tal. Schon im nächsten Jahr erreichte eine Rinderherde von 650 Tieren das Tal. 1837 kamen die ersten jesuitischen Missionare zu den Kettle Falls und errichteten 1845 unter Mithilfe der Sinixt und der Colville eine Missionsstation. 1839 entstand eine katholische Missionsstation in Cowlitz Landing, 1840 auf Whidbey Island. Protestanten missionierten im Osten Washingtons, Methodisten ab 1839 in Nisqually.

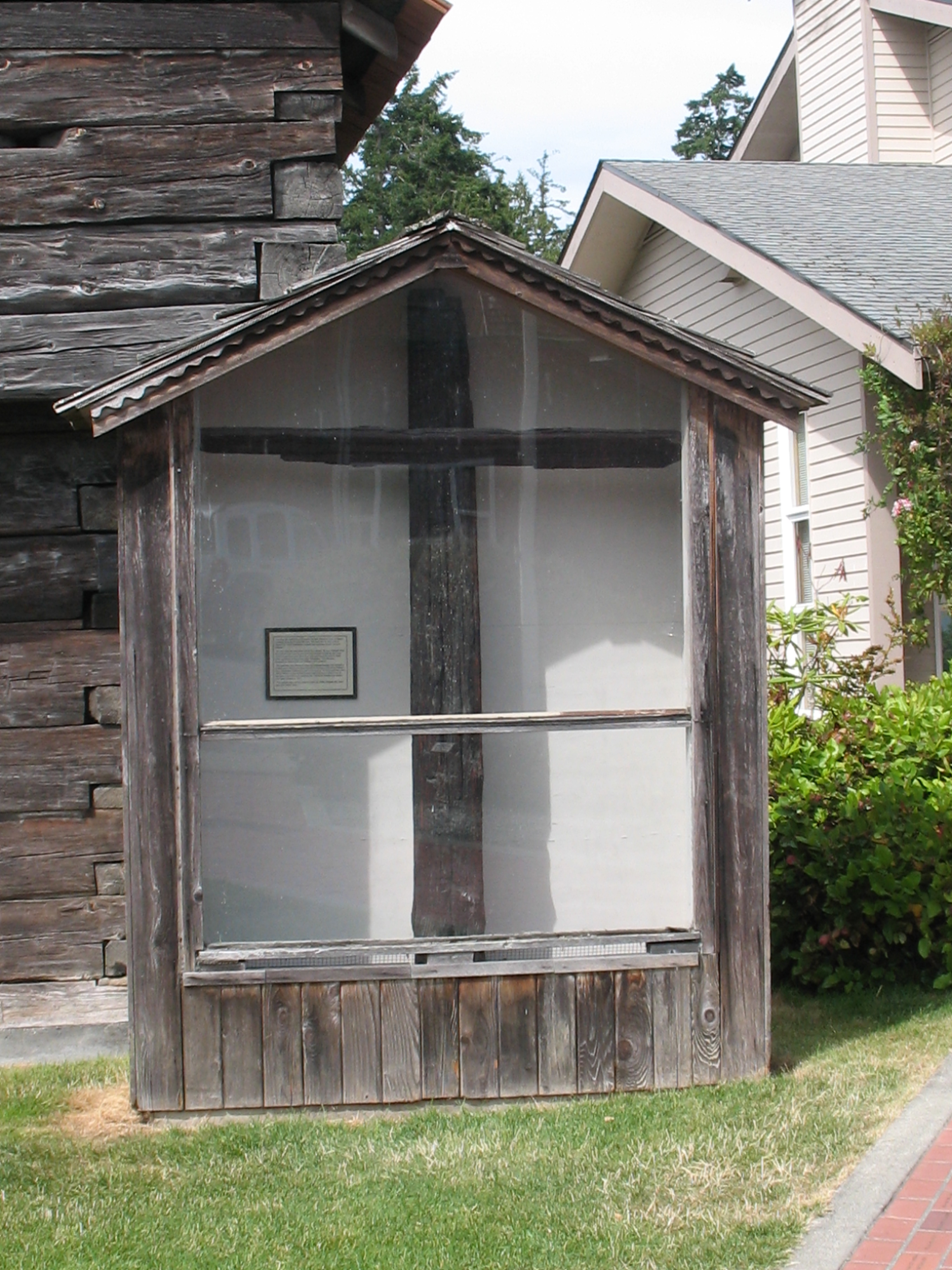
Dem Missionar François Norbert Blanchet 1840 überreichtes Kreuz vom Häuptling Tslalakum, der Skagit auf Whidbey Island.

Doch entwickelte sich nicht nur ein Wettlauf zwischen den Konfessionen, zu dem sich auch noch katholische Geistliche für die französischsprachigen Angestellten der Hudson’s Bay Company gesellten, sondern vor allem zwischen Großbritannien und den USA. Als 1833 Captain Benjamin Bonneville (nach ihm ist der Bonneville-Staudamm benannt) auf seiner zweijährigen Forschungs- und Handelsreise mit seinen mehr als 100 Leuten in Walla Walla ankam, wurde er als Konkurrent von den Briten höchst unfreundlich behandelt. Dennoch zogen seine Berichte weitere Amerikaner in die Region. Die Company wiederum versuchte ihre wirtschaftliche Basis zu stärken, indem sie die Puget Sound Company gründete, eine Landwirtschaftsgesellschaft, die Viehzucht und Ackerbau förderte und bald zahlreiche Farmen unterhielt.
Jedoch konnte dies nicht verhindern, dass ab 1840 Wagenkonvois westwärts fuhren, die so zahlreiche Siedler brachten, dass die Briten bald in der Minderheit waren. 1841 führte eine Expedition unter der Leitung von Charles Wilkes erstmals wissenschaftliche Untersuchungen durch und legte Sammlungen an. Diese führte zunächst zur Columbia-Mündung, dann segelten die Schiffe weiter nach Port Discovery, nahe dem heutigen Port Townsend, und bei Fort Nisqually wurde das Hauptquartier errichtet. Von dort schickte Wilkes Expeditionen zum Puget Sound, über die Kaskadenkette nach Fort Colville, und eine weitere Gruppe fuhr den Chehalis River nach Grays Harbor, dann durch Willapa Bay bis zum Columbia. Wilkes selbst führte eine Gruppe zu den Cowlitz Farms und weiter nach Fort Vancouver. Damit hatten die USA ihren Anspruch auf das Gebiet deutlich untermauert. Welche Bedeutung diese Forderung inzwischen gewonnen hatte, zeigte sich im Wahlkampf des späteren Präsidenten James K. Polk, der mit dem Slogan „Fifty-four forty or fight“ („Vierundfünfzig-vierzig oder Kampf“, womit der nördliche Breitengrad gemeint war) antrat. Polk beanspruchte damit nicht nur Washington, sondern stellte Landforderungen, die erheblich weiter in den Norden reichten. Die Briten schickten ihrerseits Geheimagenten in den Nordwesten, um einen eventuellen Krieg vorzubereiten.

## Vom Oregon-Kompromiss (1846) bis zum Bundesstaat Washington

Das Oregon-Territorium 1848 und die Grenzen der heutigen Bundesstaaten

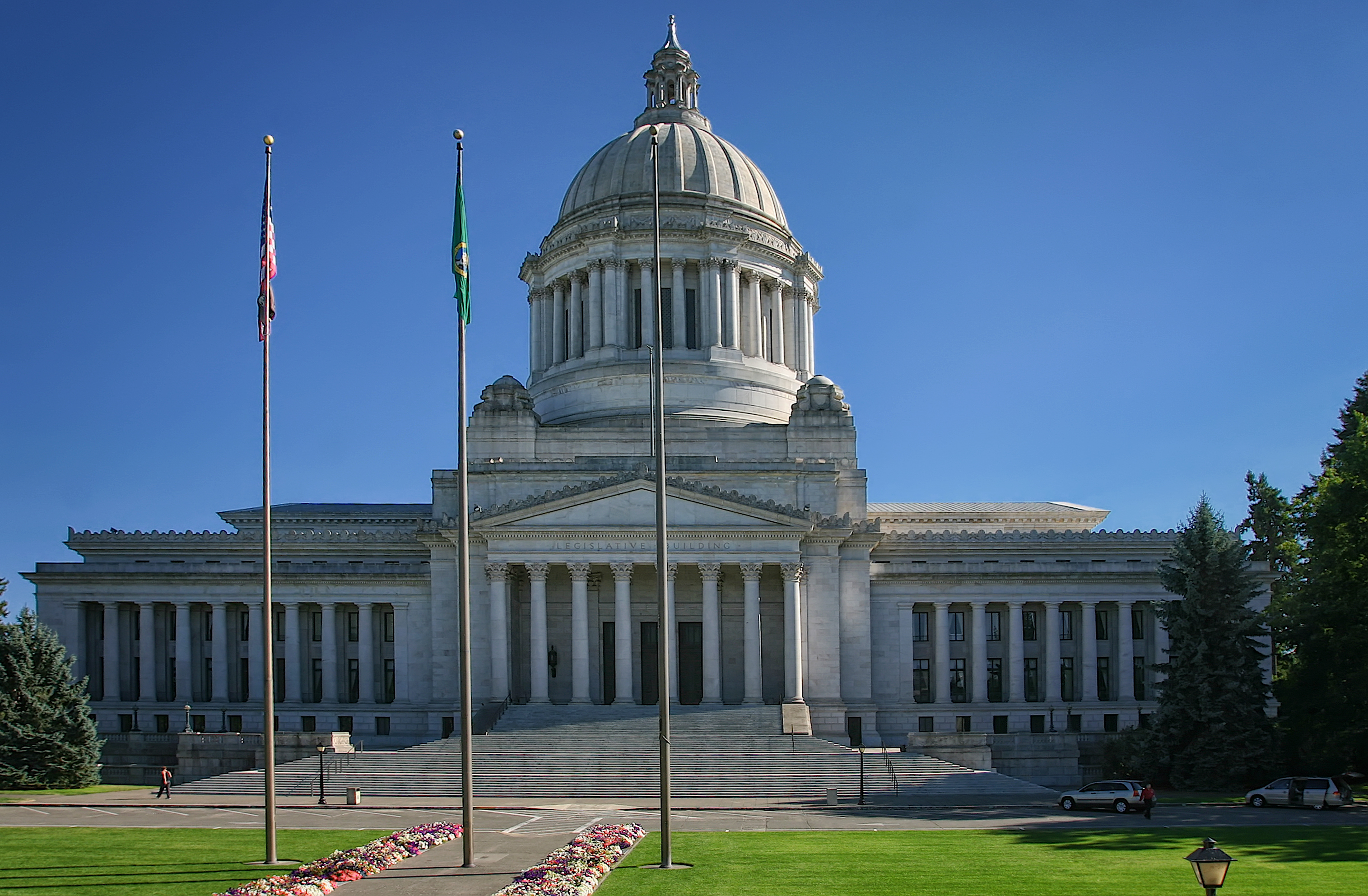
Mit dem Bau des Kapitols in der Hauptstadt des Bundesstaats, der nach dem Vorbild der Bundeshauptstadt erfolgte, untermauerten die USA auch symbolisch ihren Anspruch auf den Nordwesten.

Am 5. August 1846 teilte der Oregon-Kompromiss das Gebiet entlang des 49. Breitengrads, und die Hudson’s Bay Company musste ihre Handelsposten südlich dieser Linie – abgesehen von der Südspitze Vancouver Islands – aufgeben. Der Kompromiss wurde vom Senat mit 41 zu 14 Stimmen angenommen, obwohl viele Parteigänger des US-Präsidenten damit nicht einverstanden waren und sie noch immer das komplette Gebiet besetzen wollten. Das nun zu den USA zählende Oregon Territory bestand aus dem Gebiet der späteren Staaten Washington, Oregon und Idaho, dazu kamen Teile von Montana und Wyoming. Es erweiterte das US-Gebiet um eine Fläche von 700.000 km². 1848 übernahmen die Amerikaner den Handelsposten der Company in Fort Vancouver als Militärbasis.
Um die Besiedlung zu fördern, öffnete der Donation Land Claim Act ab 1850 das Territorium von Oregon für die Siedler, die jeweils 160 Acre Land erwerben durften, dazu die gleiche Fläche für ihre Frauen. Da zu dieser Zeit noch keine Reservate bestanden, stand diese Bestimmung bis 1854/55, als die ersten Verträge mit Indianern geschlossen wurden, auch nicht im Widerspruch zum Intercourse Act von 1834, der weißen Siedlern den Zutritt zu Reservaten untersagte. Diese in den Augen der Indianer unrechtmäßige Besetzung ihres Landes hatte schon 1847 zum Whitman-Massaker geführt. Dabei hatten Cayuse-Indianer 14 Bewohner der Missionsstation (10 km westlich von Walla Walla) getötet, weil man ihnen nicht nur vorwarf, die Landräuber zu unterstützen, sondern sie auch mit den tödlichen Masern angesteckt zu haben, die unter den Indianern grassierten. Darüber hinaus nahmen sie 54 Frauen und Kinder gefangen. Die Ursachen lagen sowohl in persönlichen Fehleinschätzungen und schlechter Vorbereitung, als auch in der Verachtung für die Kulturen der Indianer und im Landhunger der Siedler und Goldsucher. Dieser Gewaltausbruch war der Auftakt zum ersten Indianerkrieg in der Region, dem sich über sieben Jahre erstreckenden Cayuse-Krieg (1848 bis 1855).

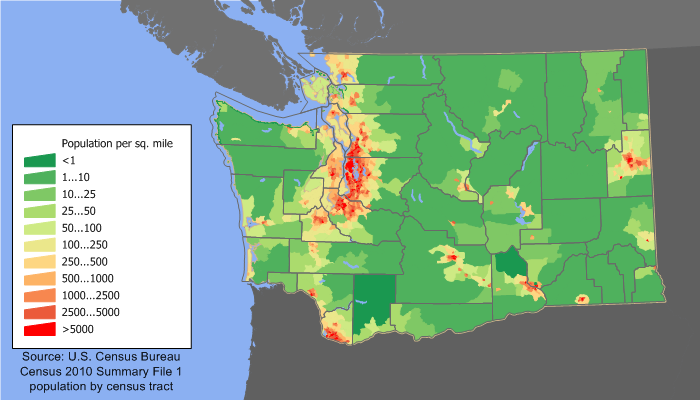
Das Gebiet Washingtons ist auch heute noch sehr ungleichmäßig bevölkert.

1851 forderten die im heutigen West-Washington, also westwärts der Kaskadenkette lebenden Siedler erstmals ein eigenes Territorium, abermals 1852. 1853 wurde das riesige Gebiet aufgeteilt, und das Washington-Territorium entstand, das immer noch neben Washington Teile von Idaho und Montana umfasste. Die Siedler im Osten verlangten eine Verlegung der Hauptstadt von Olympia nach Walla Walla, denn der Westen war für sie nur schwer zu erreichen. Sechs Jahre später wurde Oregon zum Bundesstaat erhoben, doch fiel damit der gesamte Ostteil wieder an das Washington-Territorium. 1863 trennte man schließlich die östlichen Gebiete insgesamt ab, und sie gingen überwiegend im Idaho-Territorium auf. Weitere Aufteilungen folgten, die die Verkehrsverhältnisse, die Siedlungsstruktur und die Partizipationsbedürfnisse der Siedler widerspiegeln. Jenseits einer gewissen zeitlichen Grenze durfte die maximale Distanz zur Hauptstadt nicht liegen. Das seit 1863 nicht mehr veränderte Gebiet entsprach annähernd diesen Bedürfnissen und Washington wurde 1889 zum 42. Bundesstaat der USA erklärt.

## Erste Siedlungen, Reservate, Indianerkriege

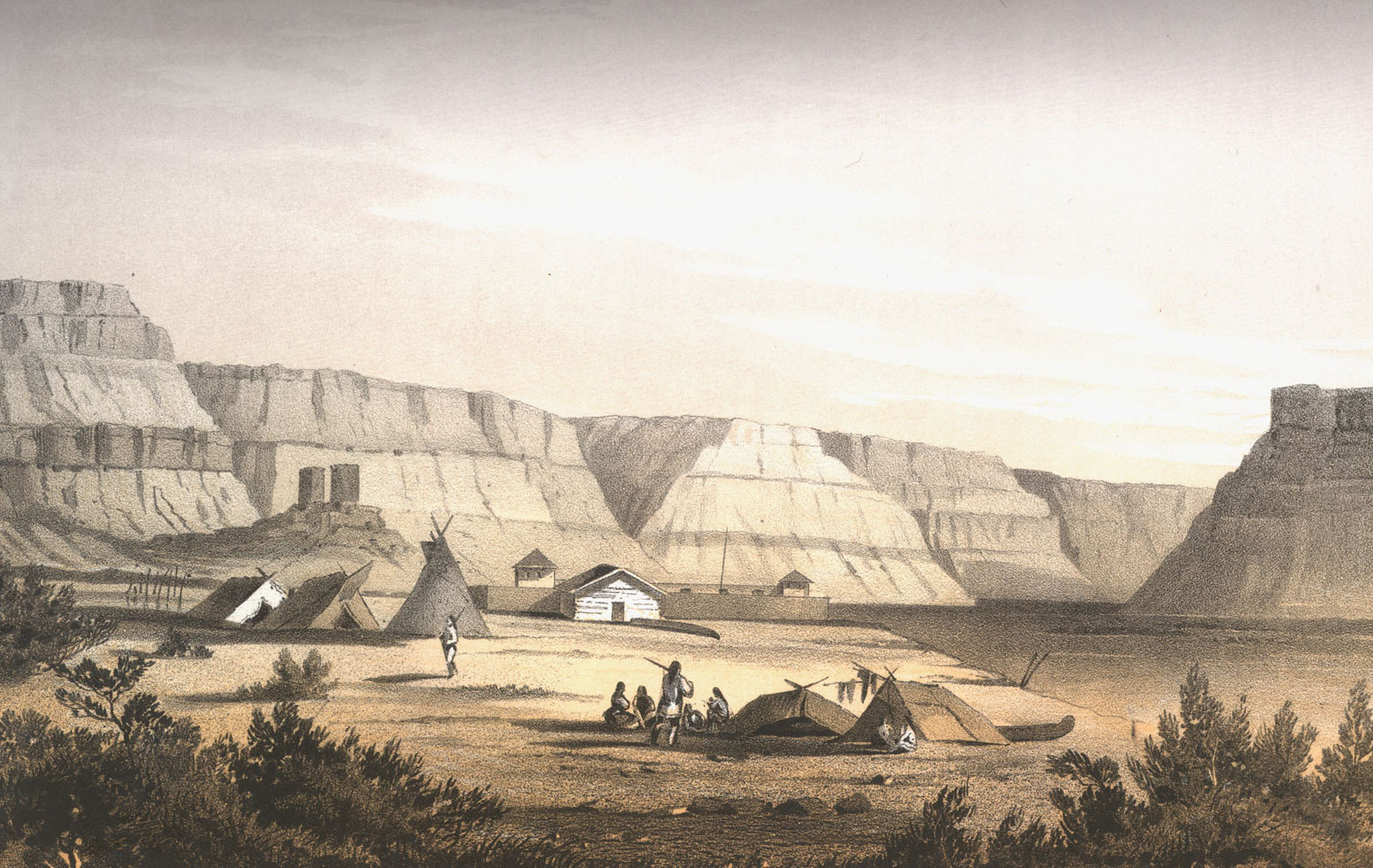
Lager der Nez Perce vor Fort Walla Walla, 1853

Auch bei der Besiedlung durch Amerikaner entwickelten sich West- und Ostwashington verschieden. Im Osten waren die Vorreiter Missionare, die vor allem im Walla Walla Valley tätig waren. Als im Zuge der ersten Besiedlung Konflikte auftraten, wurden 1847 amerikanische Missionare getötet (Whitman-Massaker). Eine Freiwilligenarmee verlor am 8. Januar 1848 bei The Dalles am Columbia 300 Pferde, dennoch besiegte sie die Indianer. Im Frühjahr sammelten sich 500 Freiwillige in Walla Walla, die jedoch eine schwere Niederlage gegen die Palouse erlitten. Am 16. März kam eine Armeeeinheit in Fort Vancouver an und marschierte Richtung Walla Walla. Die Cayuse erklärten sich zum Frieden bereit und lieferten die fünf Mörder aus.
Doch damit waren die Spannungen so zugespitzt, dass sich weitere Kriege wie der Yakima-Krieg anschlossen. Sie erstreckten sich über mehr als zehn Jahre. Die Armee, ohne Kenntnis der örtlichen Verhältnisse, provozierte kriegerische und friedliche Stämme gleichermaßen und trieb die verbliebenen Stammesangehörigen der Cayuse in die Umatilla Indian Reservation im Nordosten von Oregon.

Karte mit den traditionellen Territorien der Washingtoner Stämme

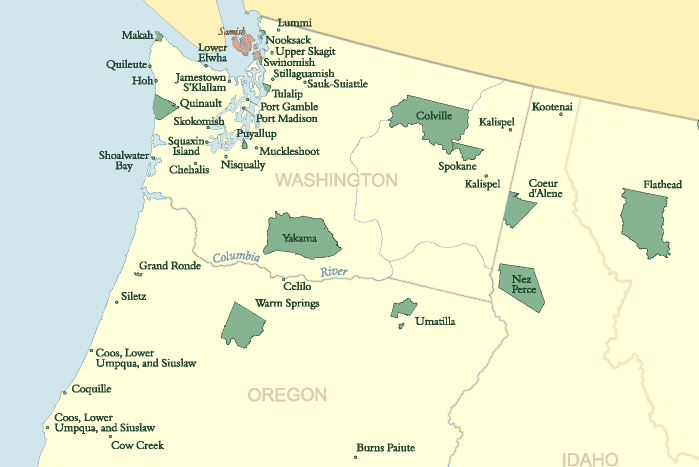
Reservate der Konföderationen und Stämme in Washington

Mit den Verträgen von Medicine Creek, Walla Walla und von Point Elliott wurden die meisten Stämme ab 1854/55 in Reservate umgesiedelt. Dabei nahm man auf kulturelle Grenzen zwischen den Stämmen wenig Rücksicht – im Gegensatz zu Kanada – und zwang etwa 14 Stämme in die Yakama Indian Reservation im Süden. Ähnlich verfuhr man mit den Nez Perce im Osten. Als auf dem Reservatsgebiet der Yakama 1858 Gold gefunden wurde und es erneut zu Konflikten kam, verbanden sich Yakama und Cayuse gegen die USA im Yakima-Krieg. Die Armee schlug die verbündeten Indianer in der Schlacht an den Vier Seen.
Die meisten Siedler kamen über den Oregon Trail, doch zweigten einige von ihnen Richtung Puget Sound ab. Der erste Siedler an diesem Fjord war der Schwarze George Washington Bush, der schon für die Hudson’s Bay Company gearbeitet hatte, und seine Frau Isabella James Bush aus Missouri bzw. Tennessee. Sie siedelten ihre vier Familien 1846 beim heutigen Tumwater an, um den rassistischen Gesetzen Oregons zu entgehen. 1847 baute Michael Simmons die erste Sägemühle aus Restbeständen des von den Briten aufgegebenen Fort Vancouver. 1850 erfasste eine Volkszählung 1.049 weiße Bewohner auf dem Gebiet des heutigen Washington, im gesamten Oregon-Territorium zählte man 13.249. 1860 waren es bereits 11.594 allein in Washington. Doch war der Männerüberschuss so stark, dass Asa Mercer 1864 mehr als 300 Witwen und Waisen des amerikanischen Bürgerkriegs nach Seattle brachte, die als Mercer Girls bekannt wurden.
Erst die indianerfeindliche Politik des Gouverneurs Isaac Ingalls Stevens brachte die Stämme 1853 wieder in Aufruhr. Noch am 25. Januar 1856 versprach der Gouverneur den rund 50 Bewohnern des drei Jahre zuvor gegründeten Seattle vollmundig, dass „Städte wie New York und San Francisco genauso bald angegriffen würden, wie Seattle“. Am nächsten Morgen griffen über 200 Duwamish den Ort an, und nur das Eingreifen der Marine verhinderte die Eroberung.

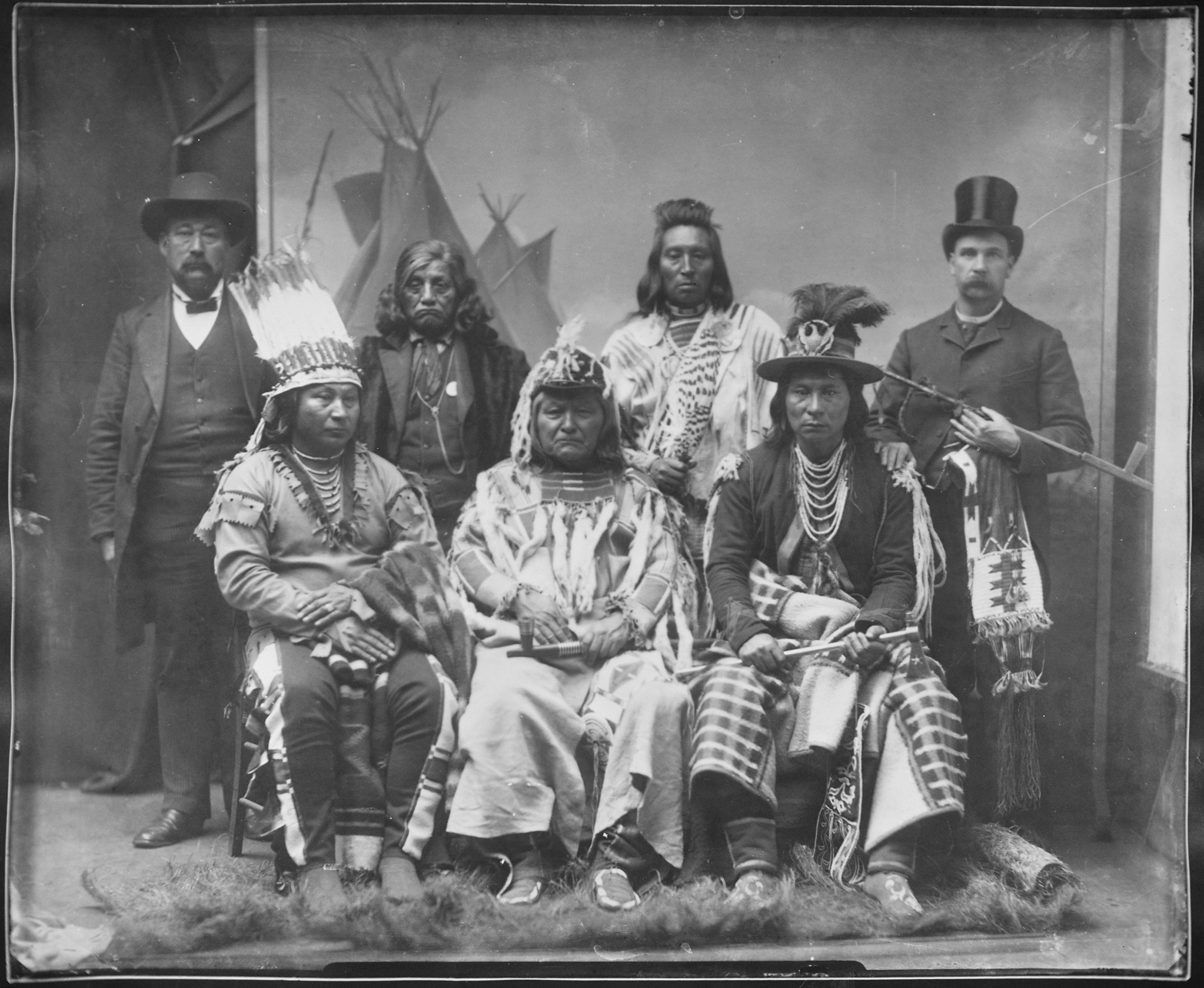
Gesandte von vier Indianerstämmen beim Commissioner of Indian Affairs, 1890. Ganz links in der hinteren Reihe John McBain, daneben der Cayuse-Häuptling Showaway (nicht in traditioneller Kleidung), der Palouse-Häuptling Wolf Necklace, ganz rechts Lee Moorhouse, Umatilla-Indianeragent. Vorne der Umatilla-Häuptling Peo, daneben der Häuptling der Walla Walla Hamli und der Cayuse-Häuptling Young Chief [Tauitau].

Die Indianer gerieten in den nächsten Jahren immer mehr in die Minderheit. Um den Prozess der Assimilation durchführen zu können, sollten die Indianer anfangs ihre Fisch- und Jagdrechte behalten und auf unbesetztem Land weiter sammeln und Vieh halten dürfen. Wenn sie sich entsprechend angepasst hätten, sollte das Land an sie vergeben werden, aber nicht an den Stamm, sondern an Einzelpersonen. Damit sollten die Individuen zu Amerikanern, das Stammesgebiet aufgelöst und die Stämme ausgelöscht werden. Zudem wurden der Handel und die halbnomadische Lebensweise unterbunden, sobald sie die Grenze nach Kanada überschritt. Damit wurden ökonomische und Verwandtschaftsbeziehungen zerschnitten. Ab 1855 wurden Verträge, wie der von Point Elliott geschlossen, doch ihre Ratifizierung verzögerte sich bis 1859. Dies führte zu Aufspaltungen der Gruppen in widerstehende und sich fügende Gruppen, andere verlagerten entsprechend ihrer Gewohnheit ihren Siedlungsschwerpunkt, so dass 1859 eine kaum überschaubare Situation entstanden war, als die Verträge endlich ratifiziert wurden. Manche Stämme erhielten kein Reservat, wieder andere wurden mit Stämmen zusammengefasst, mit denen sie wenig zu tun hatten, oder mit denen sie sich überhaupt nicht verständigen konnten, so dass Gruppen einsickerten oder wieder verschwanden. Manche Gruppen wurden erst über 100 Jahre später als Stämme anerkannt, andere kämpfen bis heute darum. Das Recht auf Fischerei und die anderen Bestimmungen der frühen Verträge konnte erst 1979 vor dem Obersten Gerichtshof durchgesetzt werden. Während dieser Zeit wehrten sich die Spokane im Osten Washingtons besonders energisch. Sie fügten im August 1858 einer Armeeeinheit eine Niederlage zu. Daraufhin führte Oberst George Wright eine 700 Mann umfassende Truppe von Walla Walla aus gegen sie, und dank neuer, weit tragender Gewehre besiegte er sie am 1. September 1858 in der Schlacht an den Vier Seen (Battle of Four Lakes), ohne einen Mann zu verlieren. Eine Woche später ließ er ihre 800 Pferde abschlachten.
Doch nicht nur Indianer sollten „weißer Arbeit“ Platz machen, sondern auch andere ethnische Gruppen. So waren aus Kalifornien Chinesen nordwärts gezogen, um Arbeit zu finden. 1864 erhob Washington eine Art Kopfsteuer, die von jedem Sheriff eingetrieben werden konnte, ein Gesetz mit dem bezeichnenden Titel „Act to Protect Free White Labor Against Competition with Chinese Coolie Labor“ (Gesetz zum Schutz freier weißer Arbeit gegen den Wettbewerb mit chinesischer Kuliarbeit) – daher wurde es auch „Anti-Coolie Act“ genannt.
1876 wies die Armee die Nez Perce an, ihr Wohngebiet im Wallowa Valley zu verlassen. Die Indianer versuchten 1877 über die Bitterroot Mountains nach Kanada zu fliehen, doch wurden sie kurz vor der Grenze abgefangen. Nur ein Teil von ihnen kehrte nach Washington, ins Reservat Colville zurück (vgl. Chief Joseph, Nez-Percé-Krieg).

## Grenzen, politische Parteien, Bevölkerungsverschiebungen, Bundesstaat

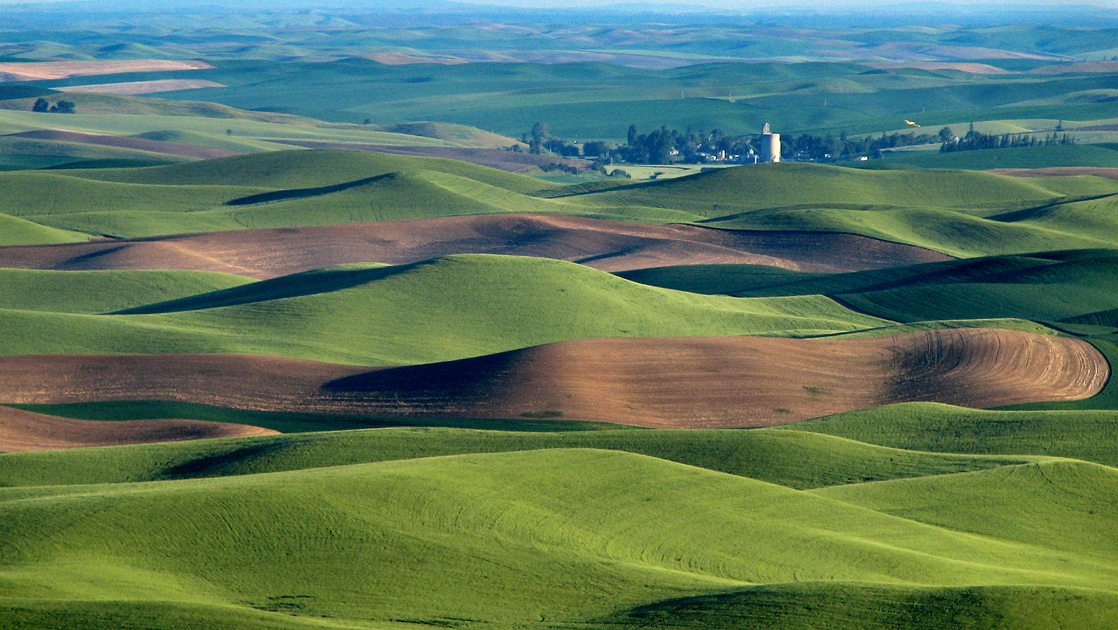
Hügellandschaft nordöstlich von Walla Walla

Lager im Cache-Tal, Idaho, das lange zu Washington gehörte, 1871

Östlich von Walla Walla begann die Besiedlung erst ab 1860, als Franklin im damals noch zu Washington gehörenden Teil des Cache Valley nahe Salt Lake City entstand. Als in diesem Jahre bei Pierce und dann zahlreiche Goldfunde, vor allem am Clearwater und Salmon River, gemacht wurden, lebten im Osten plötzlich mehr Weiße, als im Westen. Walla Walla machte sich bereits Hoffnungen, Hauptstadt eines eigenen Staates zu werden, zumal Nevada 1864 diesen Status erreichte. Auch wurde hier 1869 die erste Bank Washingtons eröffnet, die im Besitz von Dr. Dorsey Baker war. Mit Lewiston, einer weiteren Explorationsmetropole, trat zwar neue Konkurrenz auf, doch vor allem Olympia wehrte sich erfolgreich gegen eine Teilung.
1862 konnte sich Olympia insofern durchsetzen, als dass es auf die östlichsten Gebiete verzichtete, um dann darauf hinweisen zu können, die verbleibenden Bewohner seien eine Minderheit. Nun sah sich Walla Walla als Hauptort eines Territoriums um Nord-Idaho und Montana – die Stadt liegt nur 10 km von der heutigen Ostgrenze Washingtons entfernt –, doch West-Montana winkte ab. Diese Grenzstreitigkeiten waren es vor allem, die die Erhebung zum Bundesstaat jahrzehntelang verzögerten.
Dazu trug auch bei, dass sich mit der Gründung Kanadas (1867) und dem Kauf Alaskas im selben Jahr die Annexationists ihrem Ziel näher sahen, ganz Nordamerika zu gewinnen. 1869 verabschiedete die Territorialversammlung (Territorial Legislature) ein Memorandum an den Kongress, in dem die Besetzung British Columbias gefordert wurde. Auch jenseits der Grenze hatte diese Forderung starke Unterstützung, etwa durch John Sebastian Helmcken, der zu dieser Zeit als einer der einflussreichsten Männer der Provinz galt. Doch 1871 entschied sich die Provinz unter seiner Führung für den Anschluss an Kanada. Außerdem erhielt die Hudson’s Bay Company 1869 eine Entschädigung von 650.000 Dollar für die Puget Sound Company, die sie hatte aufgeben müssen.

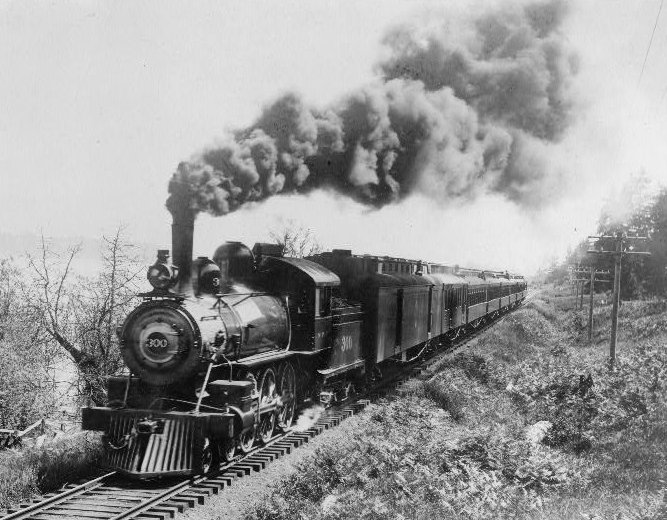
Dampfgetriebener Zug der Northern Pacific Railway, um 1900

Derweil schwelte der Streit um die Grenzen innerhalb der USA weiter. Für Olympia arbeitete in gewisser Weise jede Verbesserung der Infrastruktur, die die Reisezeiten verkürzte. Das galt vor allem für die Northern Pacific Railway, deren Zielort Portland sein sollte, ein Projekt, das die West-Ost-Verbindungen stärken würde – auch wenn das Unternehmen später Tacoma als Endstation wählte (1873). Dafür stand im Osten auch Lewistons Politiker, Zeitungsherausgeber und Anti-Sklaverei-Aktivist Alonzo Leland. Die konstituierende Versammlung Washingtons fand 1878 in Walla Walla statt, doch auch hier konnte er den Anschluss Nord-Idahos an Washington nicht durchsetzen. Trotz eines sehr eindeutigen Referendums (1208:2) im Jahr 1880 gelang auch diesmal der Anschluss nicht, so dass der Westen Washingtons sein Übergewicht wahrte. Olympia, das von der Eisenbahnverbindung ausgeschlossen war, entschloss sich 1878, wenigstens eine Schmalspurbahn auf eigene Kosten zu bauen und engagierte zahlreiche chinesische Hilfsarbeiter dazu. So wahrte sich die Stadt die Chancen, doch noch Hauptstadt des angestrebten Bundesstaats zu werden.
Zwei Jahre später wurde der Senat in Washington, D.C. von den Demokraten kontrolliert, ein Zustand, der bis 1888 anhielt, und dafür sorgte, dass die von Republikanern dominierten Territorien Washington und Dakota keine Anerkennung als Staaten fanden. So konnte man politische Gegner von den Präsidentschaftswahlen fernhalten. Die anschlusswilligen Gruppen in Nord-Idaho versuchten zudem vergebens, das Gebiet an das Washington-Territorium anzuschließen, um auf diese Art gemeinsam zum erstrebten Status zu gelangen.
Wenige Jahre später sahen die Chancen wieder besser aus, doch nun veränderte sich schlagartig die Bevölkerung Nord-Idahos, denn die Metallfunde bei Coeur d’Alene sorgten für einen neuen Bevölkerungszustrom, der die politischen Mehrheiten veränderte. Zudem waren die Verkehrsverbindungen in den Süden Idahos nun deutlich verbessert worden, die Animositäten zwischen Nord und Süd gingen um 1886 zurück, und Idaho hoffte nun selbst als Staat anerkannt zu werden.
Die Präsidentenwahlen von 1888 brachten mit Benjamin Harrison wieder einen Republikaner ins Amt. Damit war der Weg zur Staatlichkeit für alle Territorien frei, die republikanisch wählten. So wurde Dakota in Form von gleich zwei Staaten zugelassen (Nord- und Süddakota), Washington ebenfalls. Selbst Wyoming mit gerade einmal 62.000 Einwohnern wurde zum Staat erhoben.
Washington hatte 1870, als das Yakima-Tal unter weißen Siedlern aufgeteilt wurde, 23.955 weiße, und damit wahlberechtigte Einwohner, 1880 bereits 75.116, wobei 60.000 als Minimum zur Anerkennung als Staat galten. Als 1881 die Eisenbahnverbindung Spokane erreichte, 1883 den Puget Sound und 1887 Tacoma, stieg die Zuwandererzahl steil an. So zählte man 1890 bereits 357.232 Nicht-Indianer, 1900 bereits 518.103.

## Industrialisierung und Segregation, Boomstädte

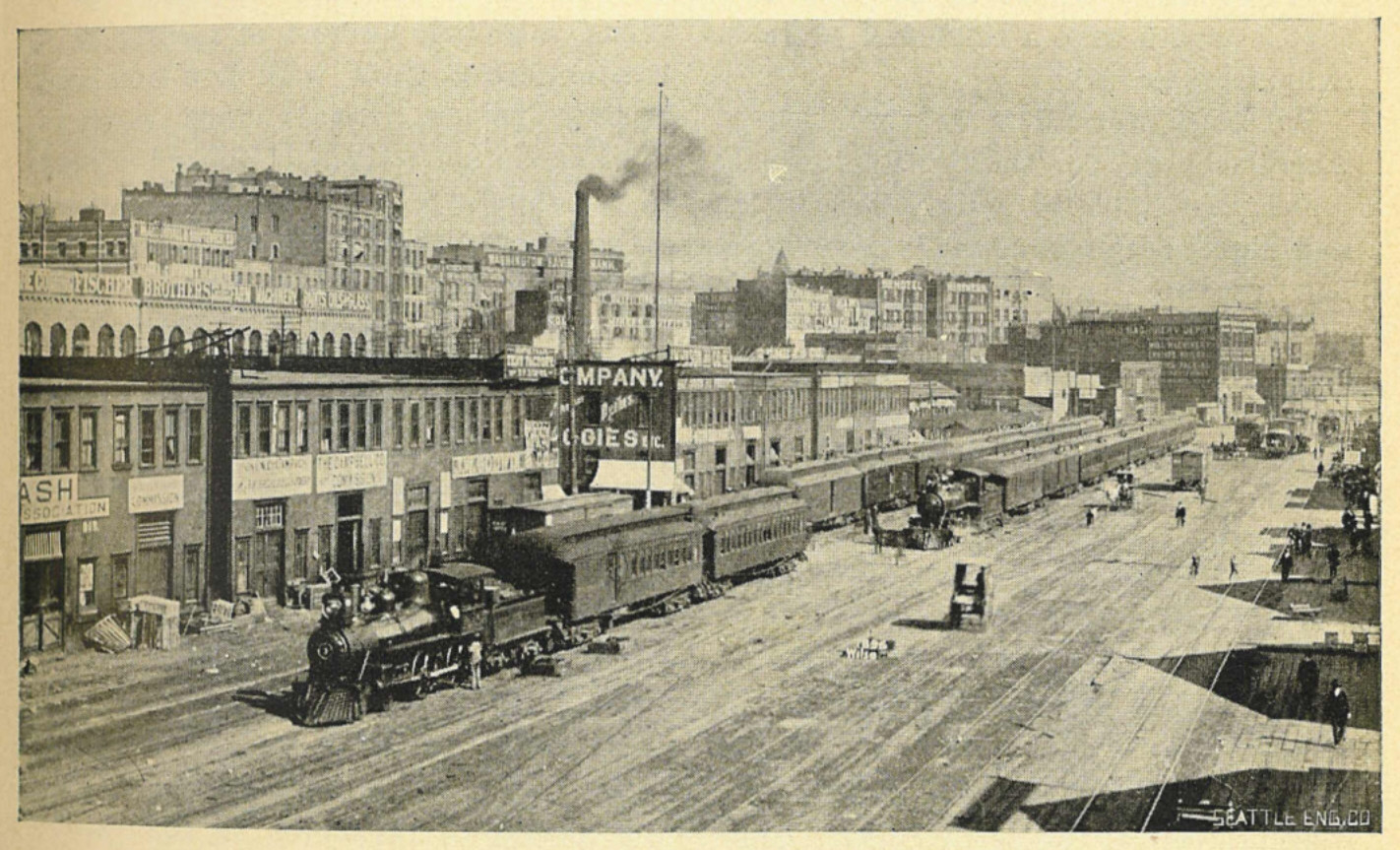
Railroad Avenue (heute Alaskan Way) in Seattle, Anders Beer Wilse ca. 1898. Anhand der Schilder ist erkennbar, dass sich hier hauptsächlich Läden für Bekleidung, Landmaschinen, Lebensmittel, Bergbauausrüster, ein Hotel, aber auch eine Buchbinderei befanden

Am 11. November 1889 wurde Washington zum 42. Staat der USA, Olympia seine Hauptstadt. Währenddessen lag Seattle nach einem verheerenden Stadtbrand am 6. Juni 1889 in Schutt und Asche. Doch mit dem Goldrausch am Klondike wurde das 1865 zur Stadt erhobene Seattle zum Hauptanlaufpunkt für Zehntausende von Goldsuchern, die dort ihren Ausrüstungsbedarf deckten. Die Bevölkerung wuchs stark an und 1910 überflügelte Seattle mit 237.194 Einwohnern bereits Portland, das 207.714 Einwohner zählte. 1920 zählte Seattle bereits 315.312 Einwohner.
Die ersten Industrieansiedlungen dienten der Ausbeutung der Rohstoffe Holz und Kohle, Letzteres vor allem um Spokane. Daneben war die Landwirtschaft in der kleinteiligen Region von großer Bedeutung, insbesondere im Yakima-Tal (seit 1870) und um den Puget Sound. Der regenreiche Westen bot dabei anfangs riesige Wälder, so dass Washington schon 1905 der größte Holzproduzent in den USA war. Dazu trug erheblich bei, dass Weyerhaeuser 1900 einer der größten Waldlandkäufe in den USA aller Zeiten gelang. 1903 entstand in Everett eine entsprechende Sägemühle. 1923 wurde mit Longview am Columbia eine Stadt nur zum Zweck der Holzgewinnung gebaut, von der man erwartete, sie werde 75.000 Einwohner haben – es wurden allerdings nur 40.000. Doch die Wälder wurden schlecht gepflegt und schwere Waldbrände führten dazu, dass Staatsforste eingerichtet wurden, wie der Tillamook State Forest in Oregon. Dieser 1470 km² große Wald entstand nach dem von 1933 bis 1951 wütenden Tillamook Burn. Dabei forstete man von 1949 bis 1973 die riesigen Flächen rund 65 km westlich von Portland wieder auf. Es zeigten sich die ersten Grenzen der natürlichen Ressourcen. Weyerhaeuser zog 1941 die Konsequenz und nahm die erste Baumschule in Betrieb, eine so genannte „tree farm“ in Montesano im Westen Washingtons.

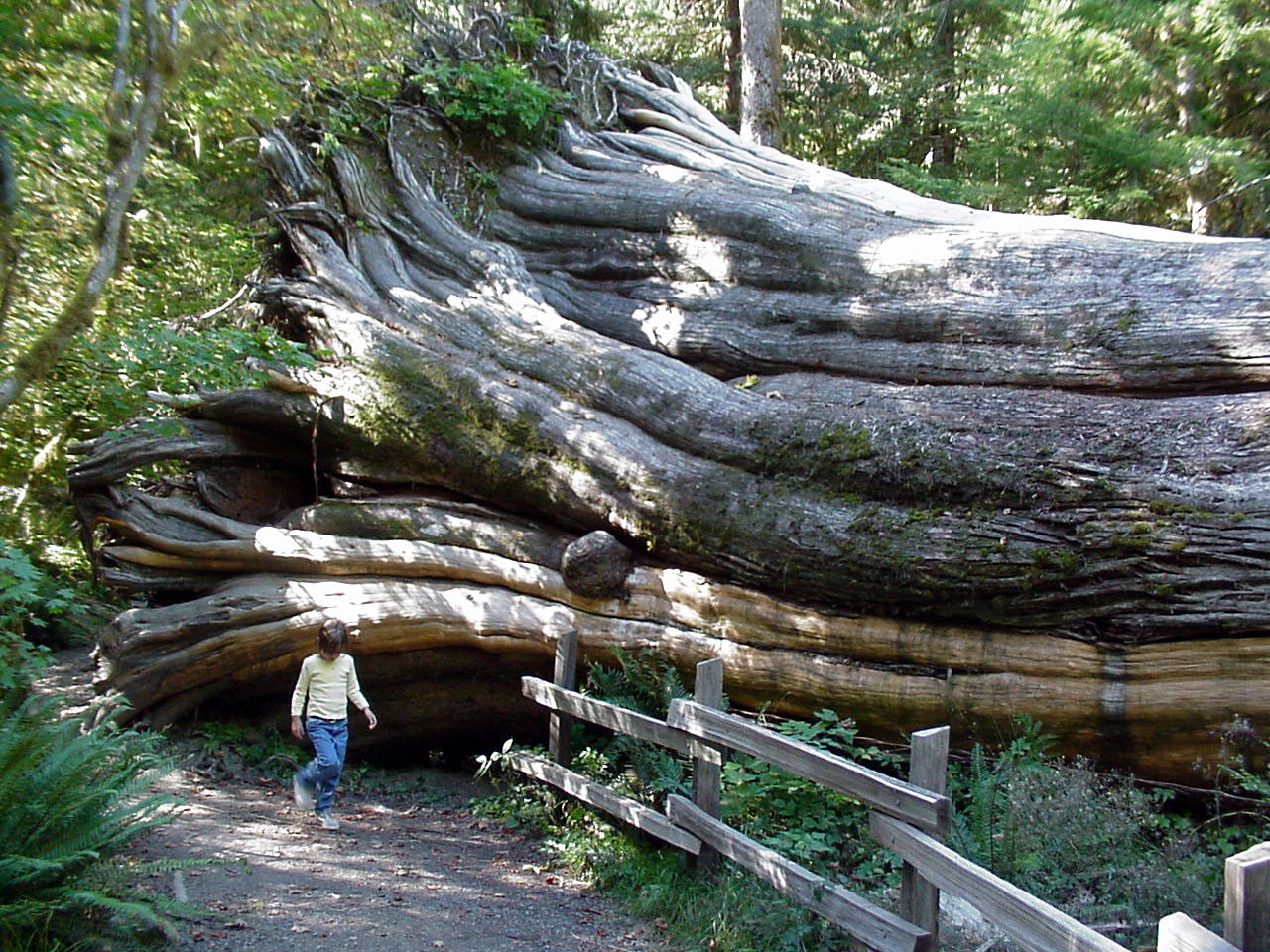
Umgestürzter Baumriese im Olympic-Nationalpark

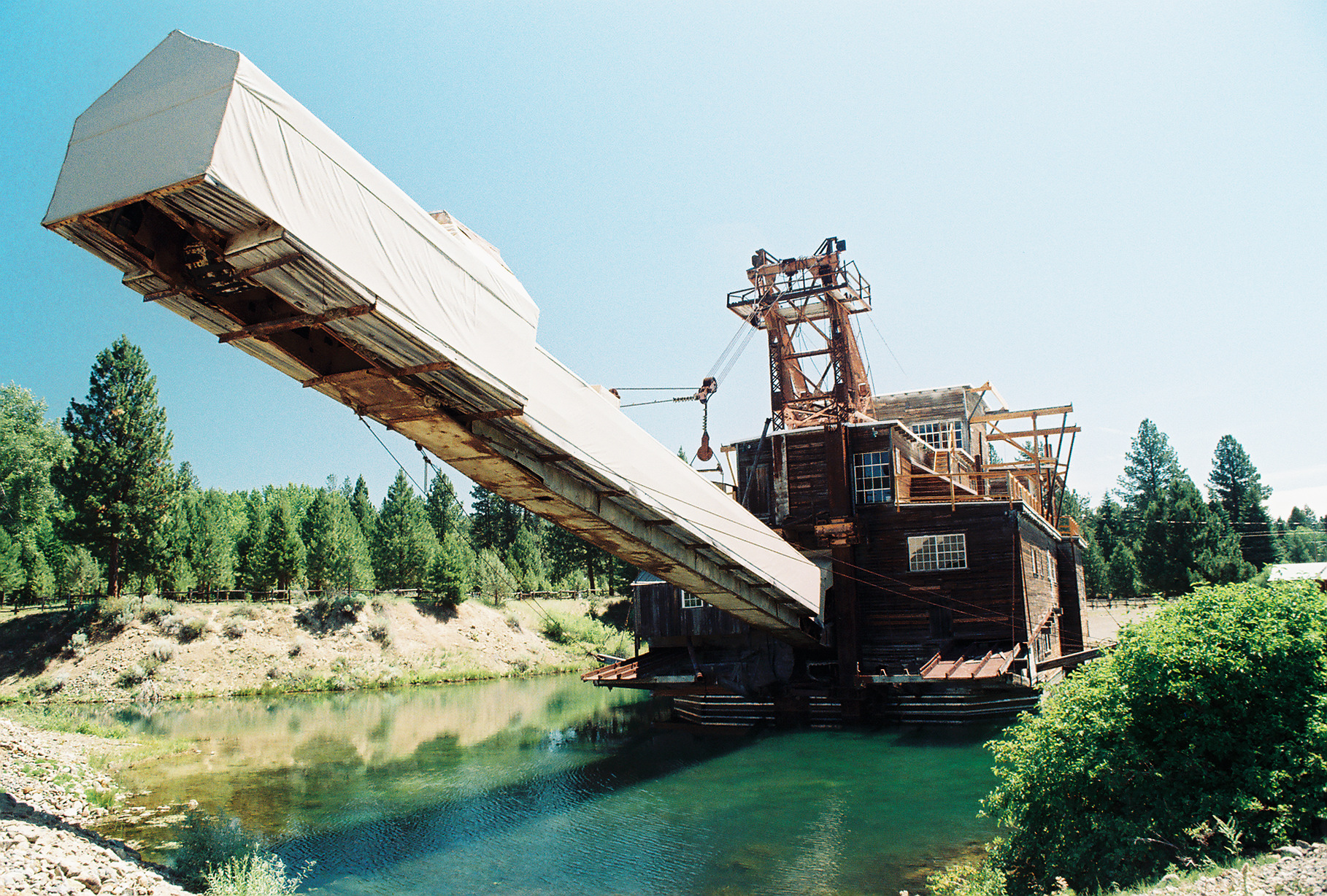
Goldbagger im Sumpter Valley

Der Mining Act von 1872 gestattete die Gewinnung von Edelmetallen an praktisch jedem Ort, ohne Rücksicht auf die Umwelt, wie etwa im Sumpter Valley; der Timber & Stone Act von 1878 verschaffte jedem Siedler Waldland im Umfang von bis zu 160 Acre zu einem Preis von 2,50 Dollar pro Acre. Auf diese Art konnten die großen Holzkonzerne zu äußerst günstigen Preisen vorgeblichen Siedlern ihr Land abkaufen.
Ebenso wurden die Indianerstämme je nach Landbedarf hin- und hergeschoben. So schuf die Regierung 1879 das Moses-Reservat am Methow und Okanogan, löste es aber nach Landforderungen der Siedler bereits vier Jahre später wieder auf. Die Indianer wurden erst mit dem Indian Citizenship Act vom 2. Juni 1924 zu US-Bürgern. 1882 beendete der Chinese Exclusion Act zudem die chinesische Einwanderung, vier Jahre später wurde ihnen der Landbesitz untersagt. So flohen viele nach Kalifornien.
Gegen die rücksichtslose Ökonomisierung entstanden Gegenbewegungen, wie Freeland, eine utopische Gemeinschaft auf Whidbey Island oder Aurora am Columbia. Auch versuchte man erstmals 1904 Waldgebiete unter Schutz zu stellen, wie den Colville National Forest. Dennoch drang die Holzindustrie in Gebiete vor, die von wachsender Bedeutung für das regionale Selbstbild der Bevölkerung waren, und die große Hoffnungen auf den aufkommenden Tourismus weckten. 1938 setzte Präsident Roosevelt gegen lokale Widerstände durch, dass das Gebiet des Olympic-Nationalparks nicht nur vom Bundesstaat geschützt wurde, sondern als Nationalpark höheren Schutz genoss – heute zählt er zum Weltnaturerbe.

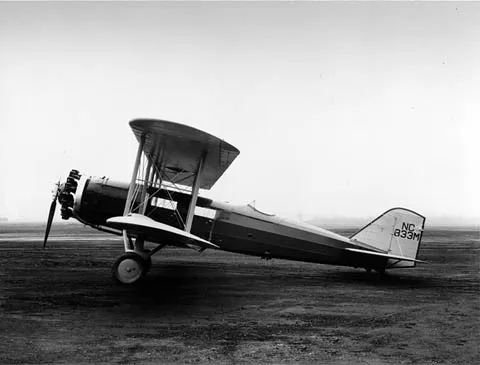
Das Boeing-Modell 40A, das erstmals am 20. Mai 1927 flog

Tacoma war das Zentrum der Edel- und Nichtedelmetallverarbeitung, vor allem während der beiden Weltkriege. Bereits 1886 verband die Stadt eine Eisenbahnlinie mit Kalifornien. Erst 1892 wurde Seattle angeschlossen. Dort wurde der Flugzeugbauer Boeing der größte Arbeitgeber der Region. Charles K. Hamilton (1886–1914) flog 1910 als erster von Seattle aus, Boeing startete erstmals 1915. 1917 änderte das Unternehmen seinen Namen von Pacific Aero-Products in Boeing Airplane Co. Im September 1927 landete Charles Lindbergh in Seattle und in Spokane, Anfang des Jahres hatte Boeing die Fluglinie Seattle-Chicago eröffnet. Damit war Seattle eine der wenigen Städte von großer Kontinuität, während andere Städte aus verschiedenen Gründen ein beinahe schlagartiges Wachstum verzeichneten, um meist schnell wieder ihre Bedeutung einzubüßen.
Die Flotte kaufte 1891 einen Stützpunkt in Bremerton, was der Gemeinde einen schnellen Boom einbrachte, doch 1902 verlagerte die Marine ihren Stützpunkt für Reparaturarbeiten nach Kalifornien. Heftige interne Machtkämpfe stürzten den kleinen Ort in eine politische Krise; 1910 hatte die Stadt nur noch 2693 Einwohner. Während des Zweiten Weltkriegs wuchs die Stadt bis auf 80.000 Einwohner an, die mit 40.000 Mitarbeitern ganz überwiegend in der Kriegsproduktion beschäftigt waren. Schon um 1950 war die Stadt wieder auf 27.678 Einwohner zusammengeschrumpft. In der Hauptstadt Olympia entwickelte sich seit 1885 durch Leopold Schmidt die Olympia Brewing Company, und auch Wein, Hopfen und Lavendel wurden bald großflächig angebaut. 1893 wurde die Stadt ans Eisenbahnnetz angeschlossen. Auch Olympia konnte sich vergleichsweise kontinuierlich entwickeln.
Doch nicht nur Bodenschätze, Holzeinschlag und Gold waren Faktoren, die die Bevölkerungszahlen kurzzeitig emporschnellen ließen, sondern auch staatliche Maßnahmen. Von 1893 bis 1897 befand sich die USA in eine Wirtschaftskrise, so dass auch die Investitionen in Washington stark zurückgingen. Doch 1896 begann der Handel mit Japan, 1897 wurde das erste Stromkraftwerk an den Snoqualmie-Fällen errichtet. Die Bevölkerungszahl stieg, 1910 hatte Washington bereits 1.141.990 Einwohner.

## Populisten, Demokraten, Republikaner, Frauenbewegung

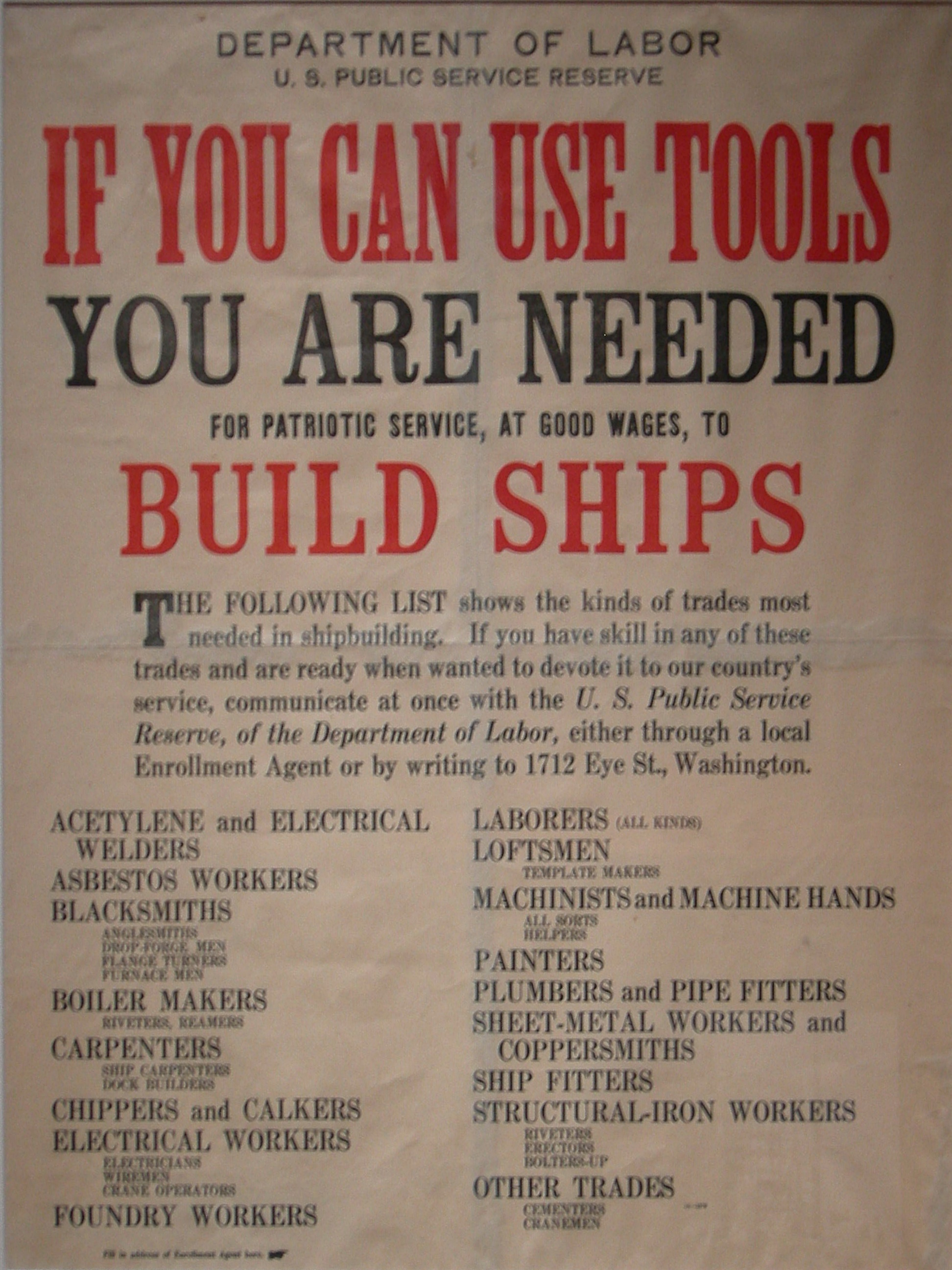
Während des Ersten Weltkriegs suchte das Arbeitsministerium mit Hilfe von Plakaten nach Arbeitswilligen, ca. 1917

John R. Rogers, der Kandidat der 1891 gegründeten People's oder Populist Party, die sich gegen die Dominanz der Eisenbahnunternehmen, der Bankiers und Großgrundbesitzer richtete und Unterstützung für die kleinen Farmer forderte, wurde 1897 zum dritten Gouverneur Washingtons gewählt. Seine beiden Vorgänger waren Republikaner gewesen. Er setzte sich für die Kreditversorgung der Kleinbauern ein und für einen Finanzausgleich zwischen den Countys, um eine gleichmäßige Bildung in den Schulen zu erreichen, unabhängig davon, wie hoch das Steueraufkommen des einzelnen Countys war (School Boy Act). Außenpolitisch unterstützte er die militärische Expansion, insbesondere den Spanisch-Amerikanischen Krieg ab 1898. Einen erheblichen Bevölkerungs- und Wirtschaftsschub brachte der Klondike-Goldrausch, der Seattle stark anwachsen ließ. Wie die meisten Anhänger seiner Partei wurde er Mitglied der Demokratischen Partei und wurde 1900 wiedergewählt. Doch starb er 1901, so dass sein Nachfolger Henry McBride seine Amtszeit zu Ende führte. Mit Hilfe eines Eisenbahnausschusses versuchte er, die Macht der Eisenbahngesellschaften zu beschränken. 1902 begann die Trockenlegung zweier Täler (Yakima und Okanogan), um Ackerland zu gewinnen.
1905 übernahmen die Republikaner unter Führung von Albert E. Mead die Regierung, doch beharrte er auf der Fortführung des von seinem demokratischen Vorgänger eingesetzten Eisenbahnausschusses. Eine Highway Commission sollte sich um den Ausbau des Straßennetzes kümmern. Ebenso wenig wie die Eisenbahnkonzerne hatten die Bankiers damit gerechnet, dass ihr Gouverneur sie stärkerer staatlicher Kontrolle unterwerfen würde. So entstand eine Bankaufsichtsbehörde (Bank Examiner). Meads Nachfolger verstarb kurz nach der Wahl, ihm folgte Marion E. Hay im Amt. Er ließ einen Untersuchungsausschuss zur Aufdeckung von Korruption im öffentlichen Dienst einsetzen, Bürgerbegehren wurden zugelassen und 1910 wurde das Frauenwahlrecht eingeführt.
Kurz vor dem Ersten Weltkrieg lösten die Demokraten unter Ernest Lister, einem früheren Mitglied der Populisten, die Republikaner ab. Lister förderte Bewässerungsanlagen und die Rodung zur Gewinnung von Ackerland. Er befürwortete eine staatliche Versicherung gegen Unfälle im Industriebereich und verhinderte durch sein Veto eine Gesetzesvorlage, die den Mitgliedern der Industrial Workers of the World die Bürgerrechte entziehen sollte. Auch setzte er den Achtstundentag durch.
1916 wurde Lister wiedergewählt, doch war seine zweite Amtszeit vom Krieg überschattet. In Washington wurde die Produktion auf den Rüstungsbedarf umgestellt. 1917 entstand Fort Lewis, Bremerton wuchs rapide.
Die Industrialisierung brachte zum einen eine ausgeprägte Wachstumsphase der Städte, zum anderen ein Industrieproletariat hervor, das gewerkschaftlich bald gut organisiert war. Bekannt wurde der Seattle-Generalstreik vom 6. bis 11. Februar 1919, bei dem über 60.000 Arbeiter mitwirkten.
Außerdem war die Frauenrechtsbewegung schon früh eine bedeutende politische Kraft. Bertha Knight Landes wurde 1926 Bürgermeisterin von Seattle und damit die erste Frau an der Spitze einer größeren Stadt in den USA. Zwar hatten Frauen bereits 1883 erstmals das Wahlrecht errungen, doch wurde es ihnen 1887 wieder entzogen. Dennoch war Washington 1910 der erste Bundesstaat, der dieses Recht endgültig festsetzte. Schon 1914 wurde Reah Whitehead als erste Frau Friedensrichterin. 1976 wurde Dixy Lee Ray zur ersten weiblichen Senatorin Washingtons, von 1977 bis 1981 war sie Gouverneurin.
1891 gründeten Jesuiten eine Hochschule in Seattle, aus der die Seattle University hervorging, während sich aus dem Washington Agricultural College die Washington State University entwickelte. Die Western Washington University in Bellingham ging hingegen auf eine Schule, die Whatcom Normal School von 1899 zurück.

## Weltwirtschaftskrise und Zweiter Weltkrieg

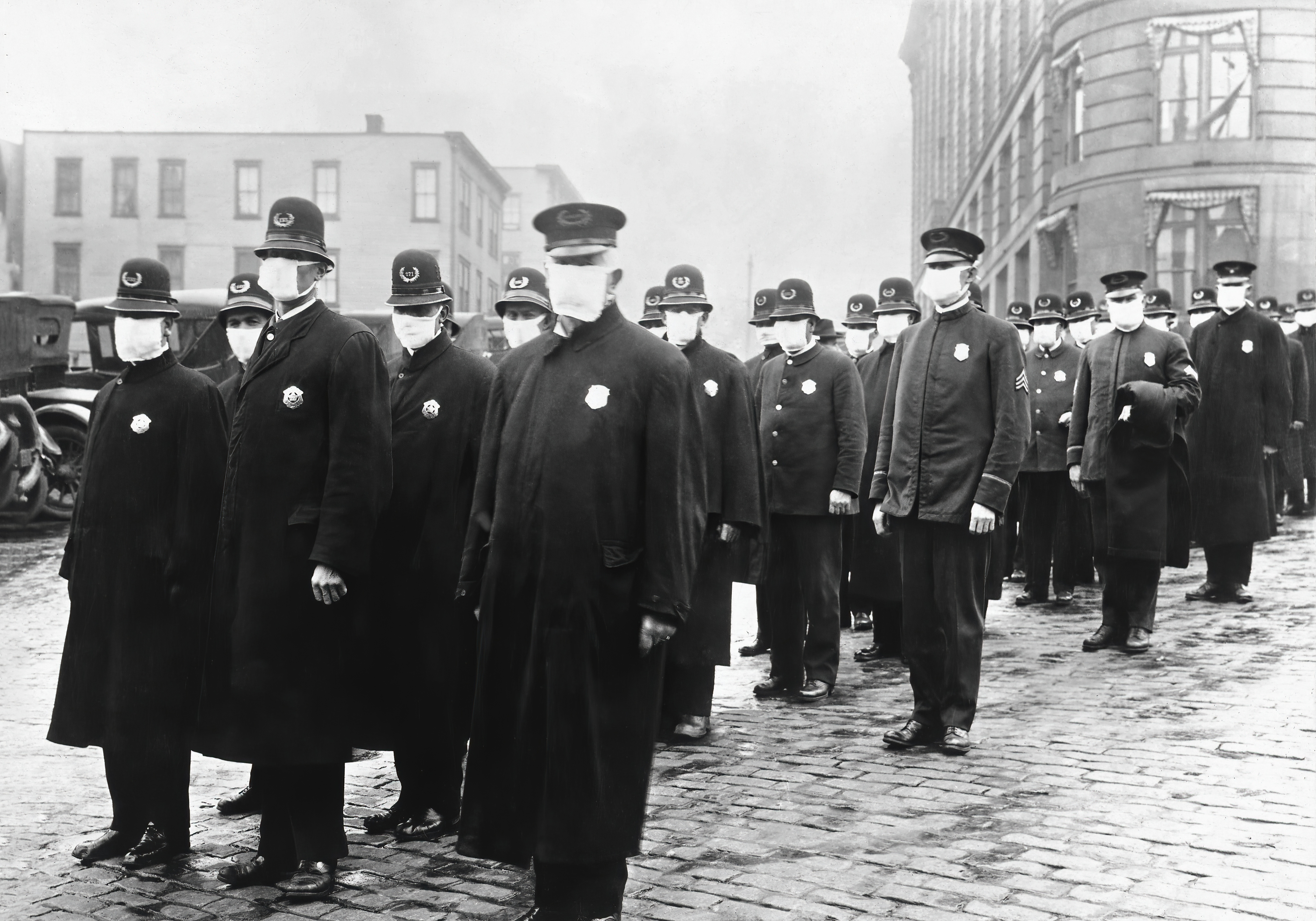
Polizisten in Seattle versuchen sich mit Atemschutz vor der Spanischen Grippe zu schützen, Dezember 1918

Der Erste Weltkrieg brachte für viele Regionen zunächst Rüstungsaufträge und einen allgemeinen wirtschaftlichen Aufschwung, aber mit der Rückkehr der Kriegsteilnehmer, im Verbund mit der rückläufigen Kriegsindustrie, kam es zu erheblichen wirtschaftlichen und sozialen Problemen. Dazu kam die von den Heimkehrern mitgebrachte Spanische Grippe, von der vornehmlich die Städte betroffen waren, allen voran Seattle, wo Ende 1918 die Polizei sogar mit Atemschutz ausgestattet wurde.

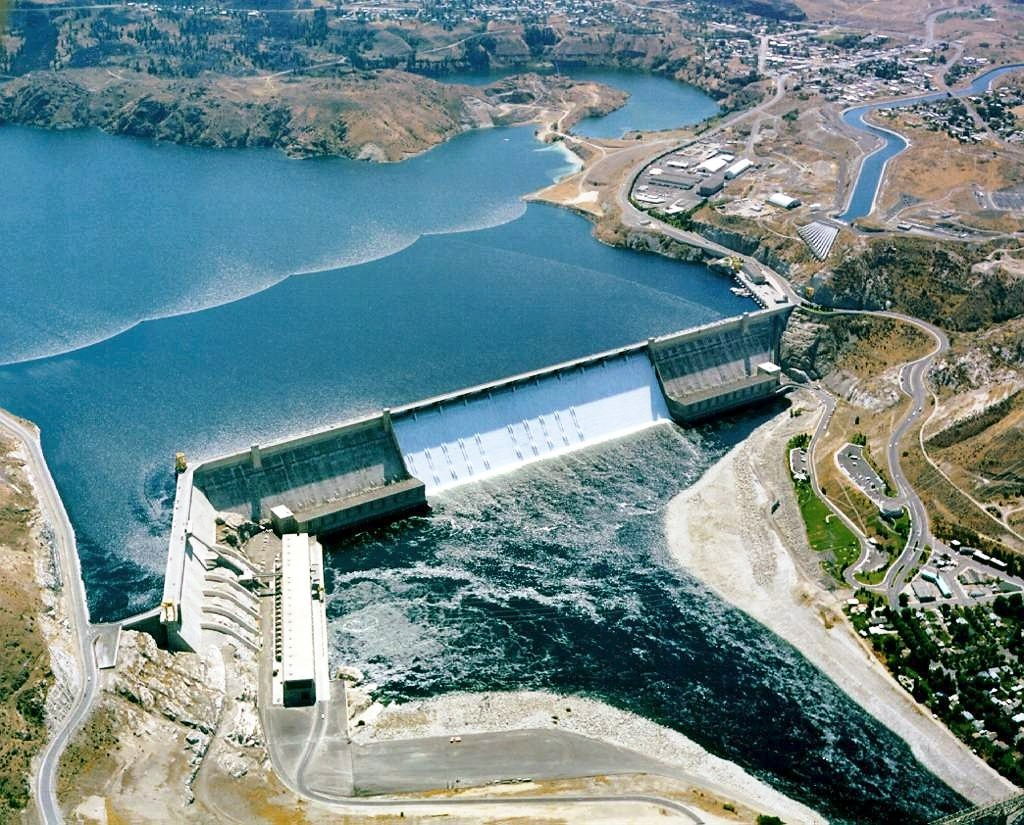
Der Grand Coulee Dam, eingeweiht im September 1941

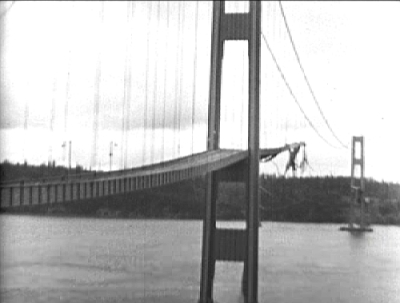
Die Tacoma-Narrows-Brücke nach dem Einsturz am 7. November 1940

Nach einer bescheidenen wirtschaftlichen Erholung in Washington läutete der Schwarze Freitag am 29. Oktober 1929 die Weltwirtschaftskrise ein. In Seattle entstand zum Beispiel in dieser Zeit ein fast nur von arbeitslosen Männern bewohnter Slum, ein nach dem damaligen Präsidenten genanntes Hooverville, wo schon 1920 eine Schiffswerft geschlossen worden war. Durch die günstige Lage des Bundesstaates wurde seit 1919, bis zum Ende der Prohibition 1933, von Kanada her Alkohol eingeschmuggelt. Wie fast überall in den USA wurden auch in Washington Beschäftigungsprogramme aufgelegt, und so wurden zur Stromgewinnung zahlreiche Staudämme gebaut. Der erste war 1932 der Rock Island Dam, welchem 1938 der Bonneville-Staudamm folgte. Weitere Bauvorhaben wurden dann während des Zweiten Weltkriegs in Angriff genommen, wozu der 1941 fertiggestellte Grand Coulee Dam zählt, welcher zu dieser Zeit der größte in den USA war. 1940 entstand mit der Tacoma-Narrows-Brücke nach 19 Monaten Bauzeit die drittlängste Hängebrücke der Welt (853 m). Sie geriet bei starkem Wind in Schwingung und erhielt wegen ihres Auf- und Abschwingens den Spitznamen „Galloping Gertie“. Sie stürzte am 7. November 1940 ein und der Neubau wurde 1950 fertiggestellt.
1934 kam es ausgehend von San Francisco zu einer Streikwelle der Hafenarbeiter, welche fast die gesamte Westküste bis nach Seattle erfasste. 1935 wurde die linksliberale Washington Commonwealth Federation gegründet. 1939 kam es zu einem Streik der Fährenarbeiter. 1930 hatte Washington 1.563.396 Einwohner, 1940 bereits 1.736.391.
Während des Krieges gegen Japan ab 8. Dezember 1941, dessen Hauptlasten die Pazifikstaaten zu tragen hatten, entstanden in Seattle, aber auch in Bremerton, Vancouver und Tacoma Produktionsstätten für die Kriegsindustrie. In Tacoma wurde zudem das McChord Field des Army Air Corps (später Air Force) errichtet, und ebenso entstand eine Basis auf Whidbey Island. Im Osten Washingtons entstand 1943 die erste Nuklearfabrik der Welt, die Hanford Site. Das dort erbrütete Plutonium wurde für den Bau von Atombomben benutzt, insbesondere für die Angriffe auf Hiroshima und Nagasaki (vgl. Atombombenabwürfe auf Hiroshima und Nagasaki). Die Hanford Site wurde 1971 geschlossen, wobei es bis 1989 dauerte, dass sich die Regierung bereitfand die radioaktiven Verseuchungen anzuerkennen und zu beseitigen (Abschluss geplant bis 2030).
Aus dem kleinen 1916 gegründeten Flugzeugwerk des Bill Boeing entstand 1928 zusammen mit United Airlines ein Trust, welcher aber durch die Anti-Trust-Gesetze ab 1938 zerschlagen wurde. 1927 hatte Boeing den Gütertransport auf der Strecke Chicago–San Francisco übernommen und 1928 den Flugplatz Seattle ausgebaut, wo 1933 eine erste Boeing 247 startete.
Während die USA 1941 in den Zweiten Weltkrieg eintraten und ökonomisch alles der Kriegsproduktion untergeordnet wurde, womit die alten Trusts wieder auflebten, wurden die Japaner ab dem 19. Februar 1942 des Landes verwiesen (Executive Order 9066) bzw. im Hinterland interniert. Im Mai 1942 wurden sie dann per Ultimatum zum Verlassen Washingtons gezwungen. Am 18. Mai 2008 gedachte die University of Washington ihrer 450 ehemaligen Studenten.

## Kalter Krieg und jüngste Vergangenheit

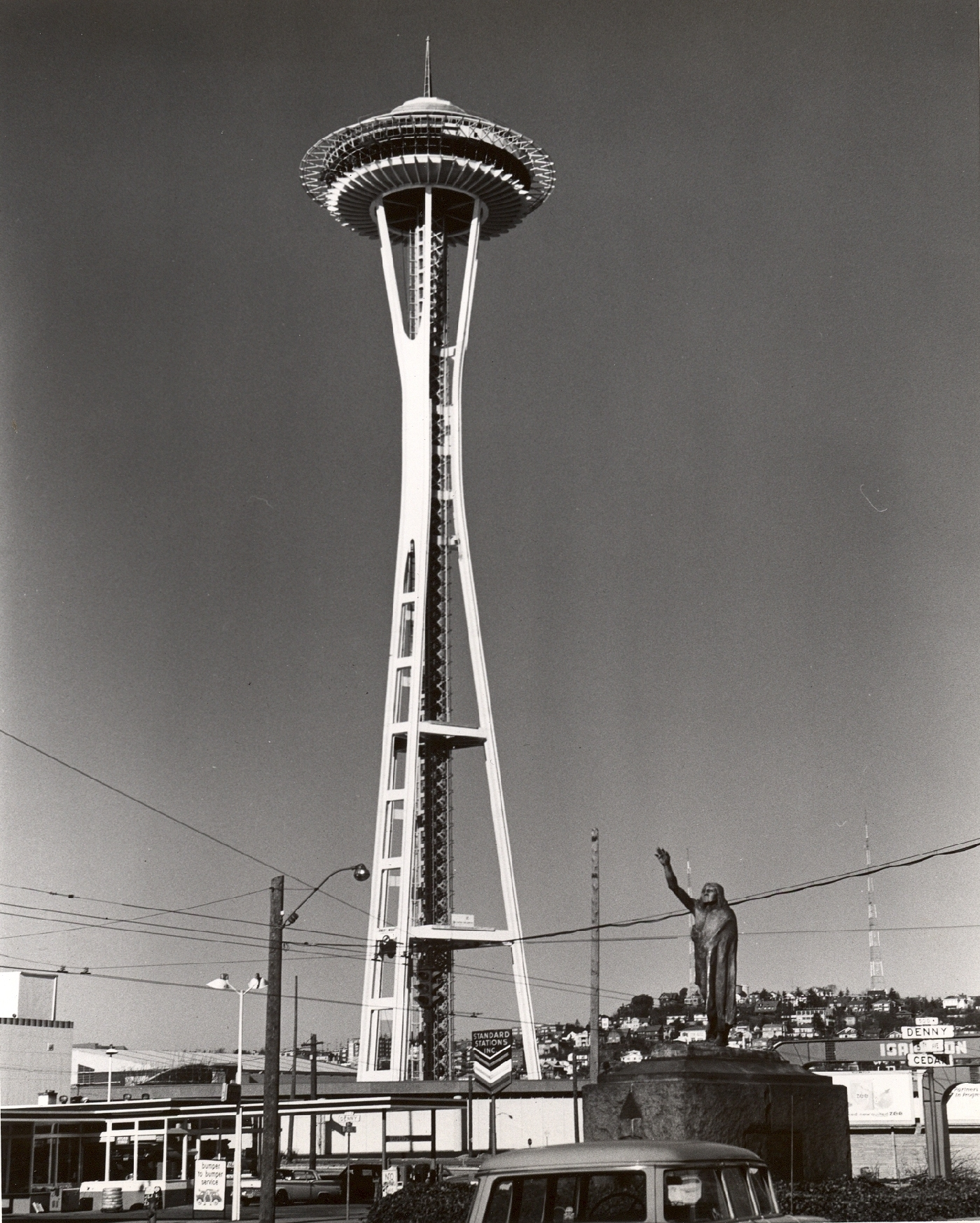
Die Space Needle in Seattle in den 1960er Jahren

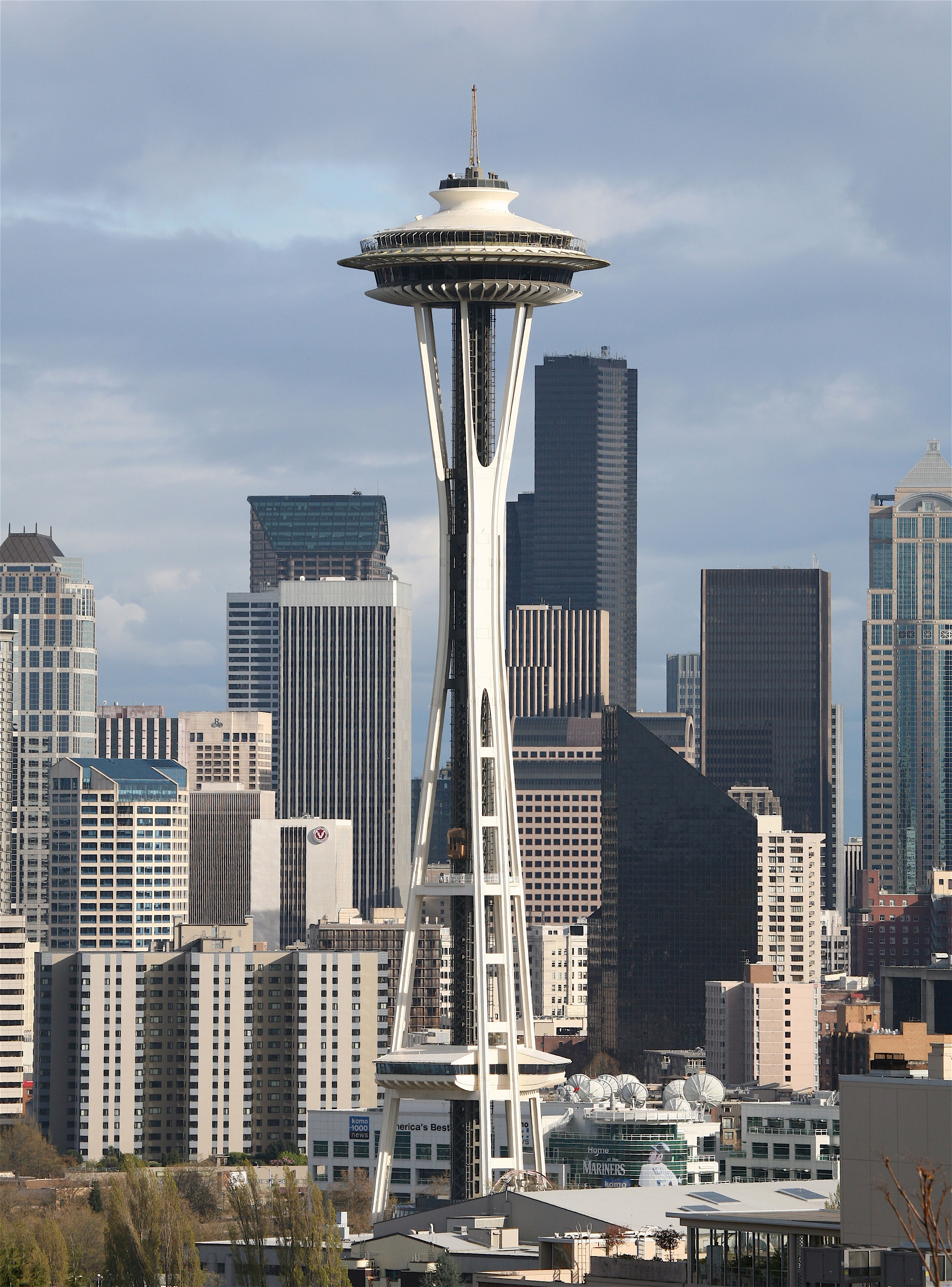
Die Space Needle und Seattle 2007

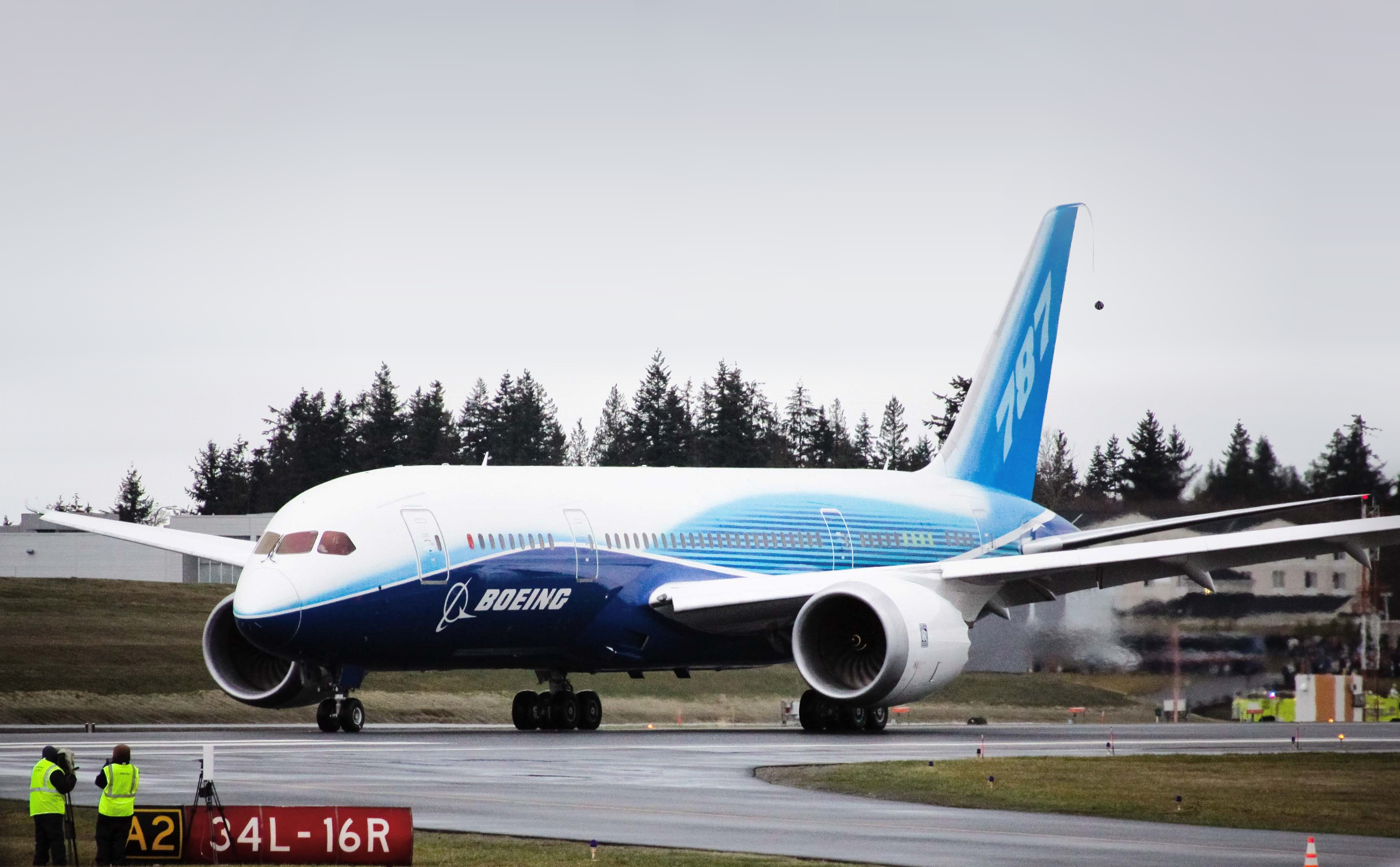
Die erste Boeing 787 bei Tests auf dem Flughafen Everett Ende 2009.

Die Bevölkerung des Bundesstaats stieg nach dem Krieg weiter stark an, zumal Washington von der militärischen Aufrüstung im Zusammenhang mit dem Kalten Krieg profitierte. So zählte man 1950 genau 2.378.963, zehn Jahre später 2.853.214 und 1970 bereits 3.409.169 Einwohner. Die zunehmende Verstädterung des Bundesstaats und die Abhängigkeit von wechselnden Industrien brachten die Wirtschaft in eine starke Abhängigkeit von den Preisschwankungen des Weltmarkts. Solange Rohstoffe zu niedrigen Preisen zu erwerben waren, profitierte etwa die Flugzeugindustrie stark von günstigen Öl- oder Aluminiumpreisen. 1948 wurde der Seattle-Tacoma (Sea-Tac) International Airport eröffnet. Boeing, als eines der größten Unternehmen der USA, dominierte lange Zeit den Norden Washingtons und spielt auch heute noch eine bedeutende Rolle. 1954 startete der erste Prototyp einer Boeing 707 und 1966 begann Boeing mit dem Bau der 747 im Boeing-Werk Everett, welches eigens dafür fertiggestellt wurde. Im selben Werk wird heute unter anderem die Endmontage der Boeing 787 durchgeführt. Zwischenzeitlich geriet das Unternehmen 1969 – Boeing entließ 60.000 Mitarbeiter – und nochmals in der Ölkrise von 1973 in einen Abschwung. 1997 verschmolz das Unternehmen mit McDonnell Douglas und 2000 zog das Hauptquartier nach Chicago um. Die Luftfahrtindustrie profitierte zum einen von der sprunghaft anwachsenden zivilen Luftfahrt, zum anderen vom Bedarf der Luftwaffe, insbesondere im Korea-, Vietnam- und Zweiten Golfkrieg, bzw. dem 2003 begonnenen Irakkrieg.
1962 fand die Weltausstellung Century 21 Exposition in Seattle statt, mit dem Schwerpunkt Weltraumtechnik. Die Ausstellung stand ganz im Zeichen des in den 1950er und 1960er Jahren stattfindenden Wettlaufs ins All, was besonders in dem zu diesem Anlass errichteten und zum Wahrzeichen der Stadt gewordenen Aussichtsturm Space Needle zum Ausdruck kommt.
Seine Stromversorgung sicherte sich die Region nicht nur durch Wasserkraftwerke – mit der The-Dalles-Talsperre entstand 1956 ein weiterer Staudamm am Columbia – und Kernkraftwerke, sondern auch durch Stromlieferungen aus Kanada, wie etwa im Rahmen des am 2. April 1984 unterzeichneten Skagit River Treaty, oder schon früher im Rahmen des Columbia River Treaty, in dem sich das kanadische Unternehmen BC Hydro verpflichtete, aus vier Dammbauprojekten Strom in die USA zu liefern. 2006 schloss dagegen die letzte Kohlegrube in Washington, wie schon 1996 der Bau des 1974 begonnenen Kernkraftwerks Satsop eingestellt worden war.
1951 nahmen die Washington State Ferries ihren Betrieb auf. Sie verbanden die Inseln und das benachbarte Kanada mit den Häfen des Bundesstaates. Gleichzeitig verstärkten sich die Bemühungen, die natürlichen Ressourcen besser zu schützen, zumal der Tourismus zunehmend an Bedeutung gewann. Dem Senator von Washington, Henry Jackson, gelang 1970 die Durchsetzung des National Environmental Policy Act (Nationales Umweltpolitikgesetz), dazu kam 1973 ein Gesetz zum Schutz bedrohter Arten. Im selben Jahr wurde Seattles Nahverkehrssystem wesentlich ausgebaut und innerhalb der Innenstadt verkehrten die Busse kostenlos.

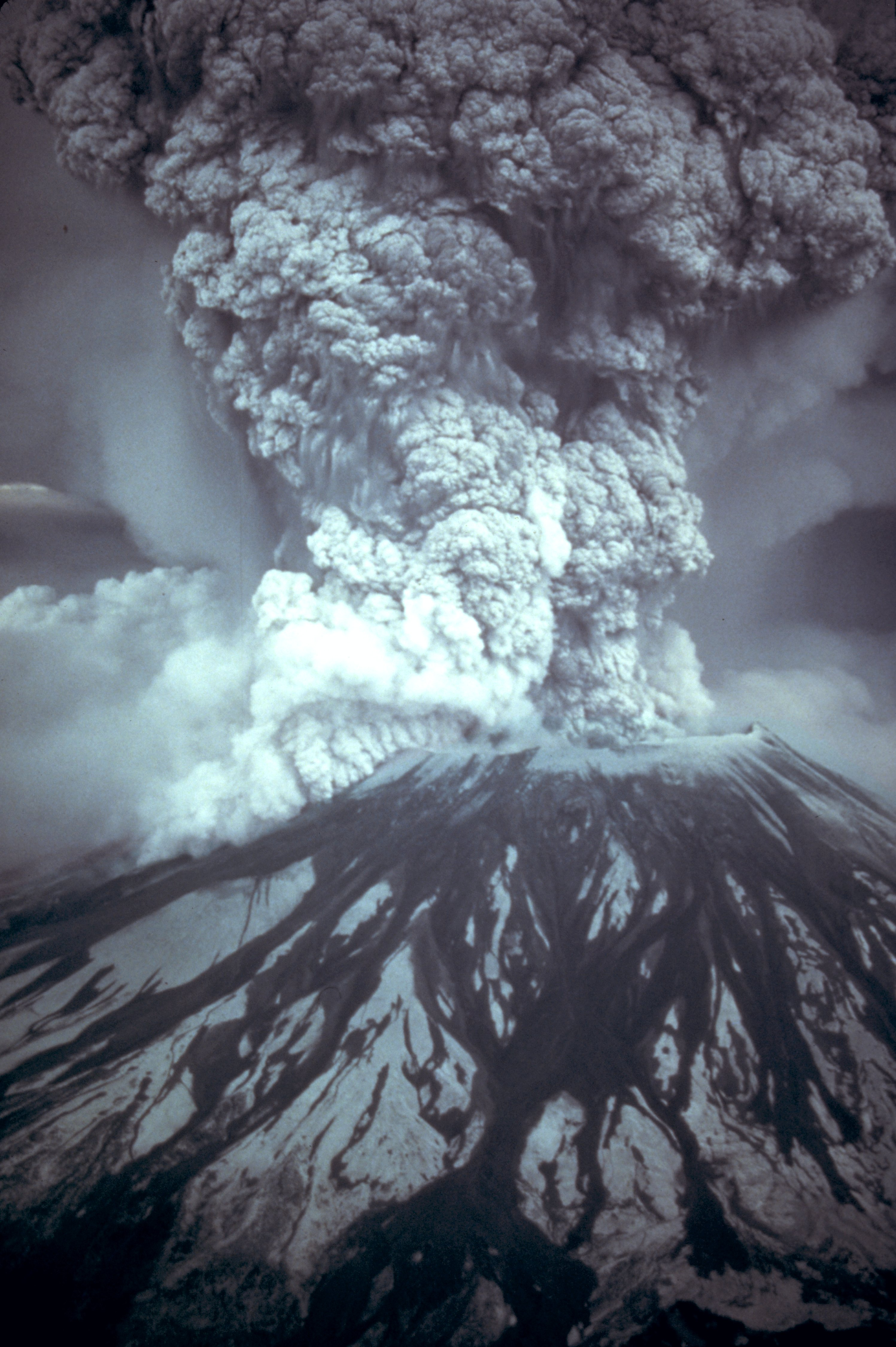
Ausbruch des Mount St. Helens 1980

Da Washington auf einer tektonisch sehr unruhigen Region liegt, kam es schon in früheren Zeiten zu gewaltigen Vulkanausbrüchen, aber auch zu Seebeben. Am 18. Mai 1980 explodierte der Vulkan St. Helens und zerstörte im Umkreis von 25 km die Landschaft. Dabei starben 57 Menschen, und es kam zu Sachschäden von rund 4 Milliarden Dollar. Die ökologischen Schäden, wie ein massenhaftes Fischsterben und Waldbrände sind nie beziffert worden. Die Asche bedeckte in einem Umkreis von 200 km den Boden und wurde bis zu 1500 km weit getragen. Zwei Jahre lang geriet die Wirtschaft Washingtons in eine Rezession. Das hing auch damit zusammen, dass die Holzindustrie 1979 in eine ihrer zahlreichen Baissen geriet. Ihre politische Bedeutung nahm immer mehr ab, auch wenn sie 1991 noch versuchte, die Unterschutzstellung der Old Growth Forests, der noch nie abgeholzten Wälder, zu verhindern. Oregon folgte in dieser Entwicklung, als 1996 mehr Beschäftigte in der Elektro- als in der Holzindustrie arbeiteten. Die Bevölkerung stieg bis 1990 auf 4.866.692 Einwohner an und zählte im Jahr 2000 bereits 5.894.121. Seattle wuchs hingegen inzwischen erheblich langsamer und zählte 1990 516.259 Einwohner, zehn Jahre später 563.374.
Ende der 1980er Jahre begann in Seattle ein neuer Boom, der der Informationstechnologie, deren bekanntester Exponent Microsoft ist. Am 13. März 1986 ging das in Redmond, einer Stadt östlich von Seattle, ansässige Unternehmen an die Börse, und binnen zehn Jahren wurde es zu einem der größten Unternehmen der Welt. 1999 gründeten Bill und Melinda Gates die größte private Stiftung der Welt, die Bill & Melinda Gates Foundation. Auch der Internethandel ist mit amazon.com durch eines der größten Unternehmen in Seattle vertreten.
Die Abhängigkeit von Großindustrien, aber auch zunehmende Zuwanderung, machte die Bevölkerung von Seattle sensibel für globale Zusammenhänge. 1999 kam es anlässlich des Zusammentreffens der Welthandelsorganisation zur Schlacht von Seattle, als sich rund 40.000 Menschen zu Protesten versammelten.
Erst 1924 erhielten die Indianer allgemeine Bürgerrechte, womit sie an Wahlen teilnehmen konnten. Sie erlebten seit den 1930er und vor allem seit den 1970er Jahren eine veränderte Indianerpolitik. Zunehmend konnten sie sich selbst regieren und mit der Einrichtung von Indianerkasinos und dem anwachsenden Tourismus konnten viele Stämme eigene Arbeitsplätze schaffen. Daneben kämpften ihre Kulturorganisationen für den Erhalt ihres Erbes, wozu sie auch die Begräbnisstätten und die Toten selbst rechneten. Am 16. November 1990 verabschiedete der Kongress den Native American Graves Protection and Repatriation Act (NAGPRA). Er sah z. B. die Rückgabe der sterblichen Überreste von archäologisch bedeutsamen Funden, wie der über 10.000 Jahre alten Buhl-Frau vor. Daher ist es so bedeutsam, ob der Kennewick-Mann (s. o.) als Vorfahr der lokalen Indianerstämme gilt, oder etwa als Vorfahr der Ainu in Japan. Da nur die formale Anerkennung als Indianerstamm zu diesen Rechten verhilft, streiten zahlreiche Gruppen um die Anerkennung. 2000 gelang es den Duwamish, die 1856 Seattle belagert hatten, diese Anerkennung durchzusetzen, doch büßten sie diese Anerkennung aufgrund formaler Fehler wieder ein. Den Lower Elwha Klallam gelang es, eine für ihre Geschichte zentrale archäologische Stätte, das Dorf Tse-whit-zen, gegen die Ausbaupläne des Hafens von Port Angeles zu sichern. Dies gelang 2003, obwohl, trotz Warnungen, bereits 70 Millionen Dollar investiert worden waren.

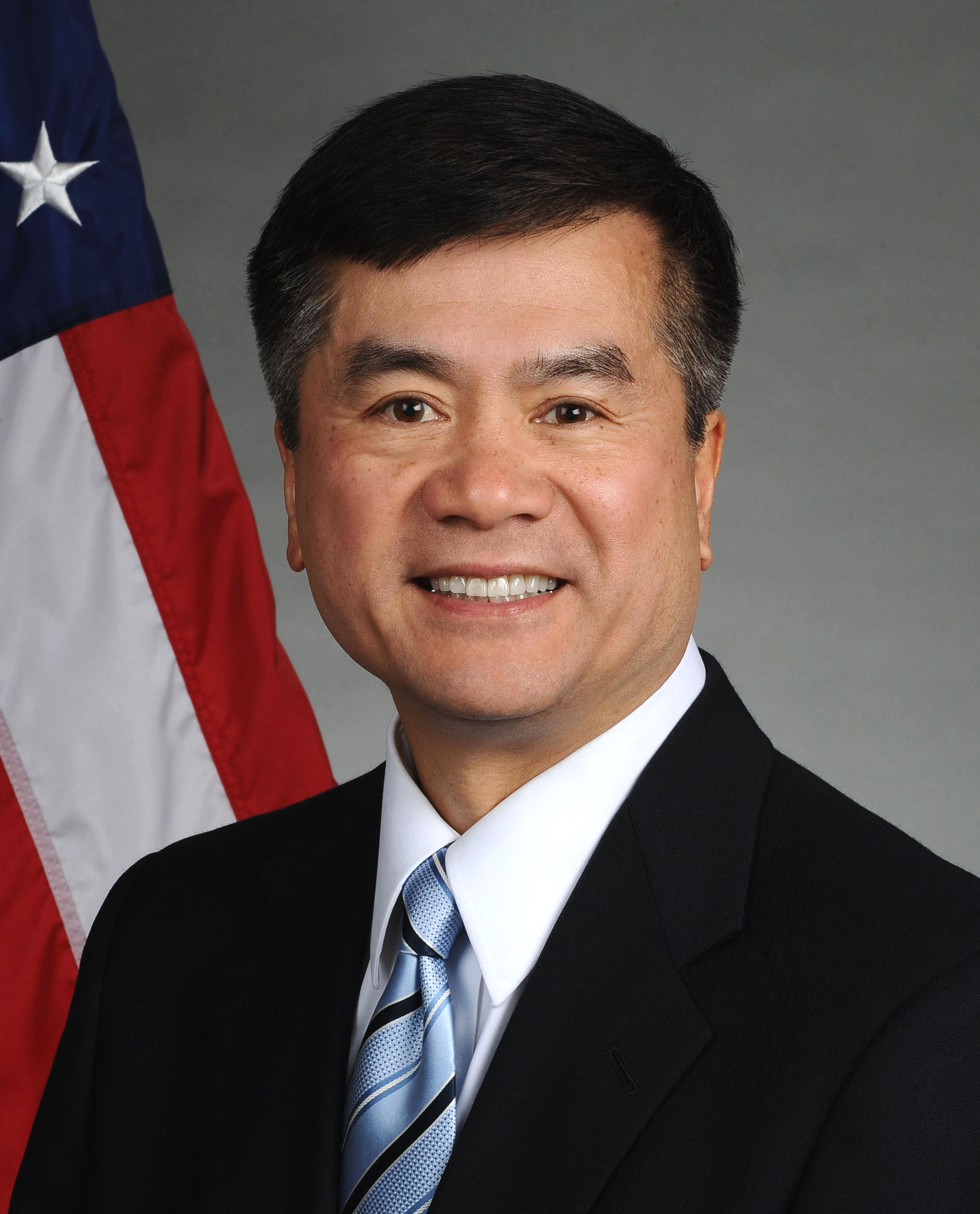
Gary Locke, erster US-Gouverneur chinesischer Abstammung

Auch gegenüber anderen Minderheiten setzt sich trotz zäher Widerstände der Versöhnungsprozess fort. 1993 verabschiedete etwa Tacoma die Chinese Reconciliation Resolution. Dazu trug auch das inzwischen liberalere Klima Washingtons bei. Es wurde zudem meist von Demokraten regiert. 1997 wurde Gary Locke erstmals ein Amerikaner chinesischer Abstammung zum Gouverneur eines US-Bundesstaats gewählt (bis 2005). 2004 wählte Washington den Kandidaten der Demokraten John Kerry. 2005 wurde Christine Gregoire zur Gouverneurin gewählt. Sie unterzeichnete 2006 ein seit 1977 mehrfach gescheitertes Gesetz, das Homosexuellen alle bürgerlichen Rechte zuerkannte.
Die Wirtschaftskrise, in die die USA ab 2007 gerieten, traf auch Washington. Sie ließ zunächst die Häuserpreise fallen. Das Übergreifen der von dort ausgehenden Kreditkrise auf die Banken wurde in Seattle offenkundig, als die Regulierungsbehörden am 25. September 2008 die Washington Mutual schlossen, eine Art Sparkasse. Dies war die bis dahin größte Bank, die in Washington Konkurs anmeldete.
Republikaner und Demokraten wechselten sich immer wieder im Amt des Gouverneurs ab. Arthur B. Langlie von den Republikanern war von 1941 bis 1945 und von 1949 bis 1957 Gouverneur, von 1957 bis 1965 war der Demokrat Albert Rosellini, der erste Amerikaner italienischer Abstammung, der dieses Amt innehatte. Der republikanische Gouverneur Daniel J. Evans wurde von 1965 bis 1977 drei Mal wiedergewählt. ihm folgte bis 1981 die Demokratin Dixy Lee Ray, die erste Frau im Amt. Ihr folgte wiederum bis 1985 bzw. 1993 der Republikaner John Spellman und der Demokrat Booth Gardner. Mit Mike Lowry kam nicht nur der erste Chinese ins Amt, sondern die Demokraten konnten erstmals einen Wechsel verhindern. Dies gelang auch Christine Gregoire in einer knappen Wahl im Jahr 2004, die bis 2013 im Amt blieb. Die Wähler in Washington votierten 2009 ganz überwiegend für die Demokraten unter Barack Obama und bestätigten die demokratische Gouverneurin Gregoire. Ihr ebenfalls demokratischer Nachfolger wurde Jay Inslee, der die Wahlen von 2012 und 2016 gewann.